# Clara Schumann

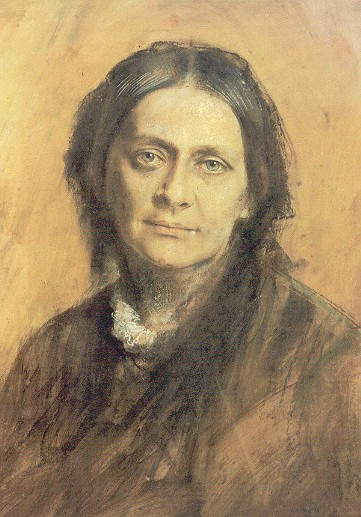
Clara Schumann, Pastellzeichnung von Franz von Lenbach nach Skizzen aus dem Jahr 1878

Clara Josephine Schumann geb. Wieck (* 13. September 1819 in Leipzig; † 20. Mai 1896 in Frankfurt am Main) war eine deutsche Pianistin, Komponistin, Klavierpädagogin und Herausgeberin. Sie war von 1840 bis zu dessen Tod 1856 die Ehefrau Robert Schumanns.
Am Anfang ihrer Karriere als Pianistin,  die sie als Wunderkind begann, standen virtuose Klavierwerke – auch eigene – im Vordergrund. Später waren Robert Schumann, Frédéric Chopin, Felix Mendelssohn Bartholdy, Ludwig van Beethoven, Johann Sebastian Bach, Franz Schubert und Johannes Brahms ihre bevorzugten Komponisten. Damit legte sie einen Grundstein für das Konzertrepertoire des späten 19. und des 20. Jahrhunderts. 
Seit den 1960er Jahren wurde sie als Komponistin wiederentdeckt. Seitdem wurden nach und nach nahezu alle überlieferten Kompositionen Clara Wiecks/Schumanns in modernen Noten-Editionen oder als Digitalisate von Handschriften und Drucken greifbar. Sie sind Gegenstand der Musikwissenschaft und des Konzertwesens und sind in Ton- und Videoaufnahmen weit verbreitet.

## Leben

### Herkunft und Geschwister

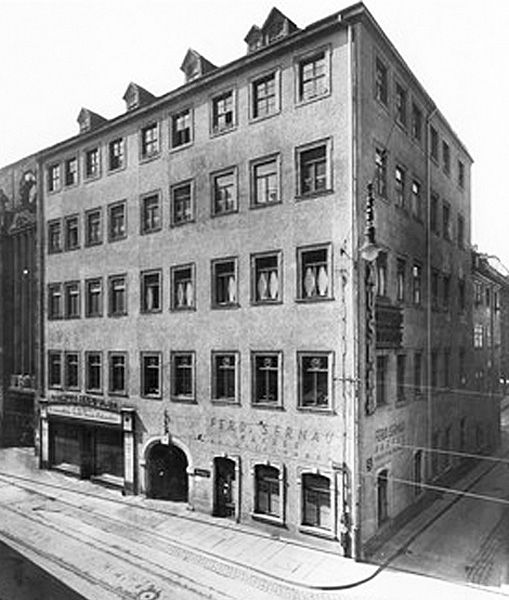
Clara Wiecks Geburtshaus Hohe Lilie in Leipzig, 1920

Clara Wieck wurde im Haus Hohe Lilie am Leipziger Neuen Neumarkt 48 (heute Neumarkt, mit Kaufhaus überbaut) geboren und am 6. Oktober 1819 in der Nikolaikirche auf den Namen Clara Josephine getauft. Ihre Paten waren Ferdinand Schmidt (Jurist in Plauen), ihre Tante Emilie Tromlitz (1802–1885), Carl Traugott Streubel und Johanne Reichel (Kaufmannswitwe).
Ihre Eltern waren Friedrich Wieck (1785–1873) und Mariane Wieck geb. Tromlitz (1797–1872). Der Vater war studierter Theologe. Wegen seiner Leidenschaft für die Musik ließ er sich auf dem Klavier ausbilden. Außerdem gründete er eine Klavierfabrik und eine Leihanstalt für Musikalien. Claras Mutter war die Tochter eines Kantors. Sie hatte Klavierunterricht bei ihrem späteren Mann erhalten und war als Sängerin, Pianistin und Klavierlehrerin tätig. Die erste Tochter Adelheid starb als Kleinkind 1818. Dann folgten Clara und die Brüder Alwin (geboren 1821), Gustav (geboren 1823) und Viktor (geboren 1824). Zum Zeitpunkt von Viktors Geburt waren die Eltern aber bereits getrennt. 1825 wurde die Ehe geschieden. Die drei älteren Kinder Clara, Alwin und Gustav blieben beim Vater. Viktor starb 1827. Alwin wurde Geiger und Musiklehrer, Gustav wurde Instrumentenbauer.
Friedrich Wieck heiratete 1828 in zweiter Ehe die zwanzig Jahre jüngere Clementine Fechner und hatte mit ihr die Töchter Marie, die später Klavierunterricht bei ihm bekam, und Cäcilie (1834–1893), die bis zu ihrer Erkrankung im 16. Lebensjahr ebenfalls eine vielversprechende junge Pianistin war. Friedrich Wieck nannte sie in seinen Schriften gerne neben Clara und Marie als eine seiner „drei Töchter“.
Die Mutter Mariane Wieck schloss schon 1825 eine zweite Ehe mit dem Klavierlehrer Adolph Bargiel und zog mit ihm nach Berlin, wo sie weiter als Klavierlehrerin tätig war. Aus dieser Ehe gingen vier Kinder hervor, darunter der Sohn Woldemar Bargiel, der später Komponist wurde. Die Schwestern Clementine (1835–1869) und Cäcilie Bargiel (1831–1910) waren beide als Klavierlehrerinnen tätig.

### Vom Leipziger Wunderkind zur international anerkannten Künstlerin

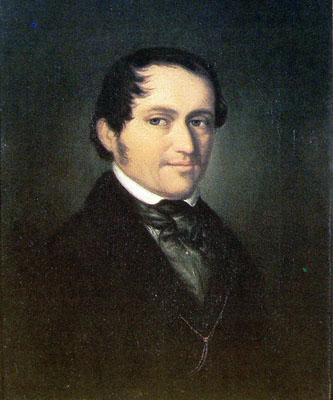
Friedrich Wieck um 1830, Gemälde im Robert-Schumann-Haus in Zwickau

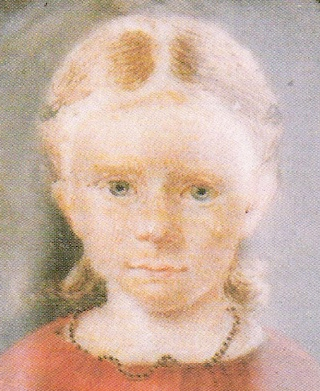
Clara Wieck 1828, im Jahr ihres ersten Auftritts als Pianistin, Elfenbeinminiatur (Ausschnitt)

Clara lernte erst sehr spät das Sprechen, vermutlich im Alter von vier Jahren, als sie ein Jahr lang getrennt vom Vater mit ihrer Mutter bei ihren Großeltern Tromlitz in Plauen verbrachte. Mariane Wieck hatte das Versprechen abgeben müssen, Clara am 5. Geburtstag dem Vater zurückzugeben. Schon vor dem Plauener Aufenthalt hatte Clara am Klavier „mehrere Uebungen mit stillstehender Hand leicht gelernt und selbst leichte Accompagnements nach dem Gehör zu Tänzen gespielt“. Wieder zurück beim Vater erhielt sie nun im Alter von fünf Jahren intensiven Klavierunterricht, meist von Friedrich Wieck persönlich. Nur in den ersten Jahren delegierte Wieck den Klavierunterricht manchmal an die von ihm 1826 nach Leipzig geholte Klavierlehrerin Emilie Reichold.
Friedrich Wiecks ganzes Augenmerk galt Clara, bei der er wegen ihres musikalischen Talents die Absicht verfolgte, sie so rasch wie möglich als Wunderkind und Klaviervirtuosin bekannt zu machen. Zwar schickte er seine Tochter ab dem 1. Januar 1825 zum Unterricht in die private Handarbeitsschule der Geschwister Marbach und ab dem 5. Oktober 1825 etwa ein Jahr lang für täglich 3 bis 5 Stunden in das Noack’sche Institut, eine private Elementarschule, wo sie schreiben und rechnen lernte, doch bestand er auf einem täglichen, diesen Elementarunterricht einschränkenden Klavierunterricht und auf konzentrierten Übezeiten. Zum Ausgleich und zur körperlichen Ertüchtigung verordnete er lange Spaziergänge. Dadurch blieb Claras Ausbildung weitgehend auf die Musik beschränkt; später lernte sie aber auch Fremdsprachen.
Erfolge stellten sich bald ein; Clara Wieck fand schon bei ihren frühen privaten Auftritten große Anerkennung. Für den Vater war sie das Aushängeschild seiner klavierpädagogischen Methode, die er auch Musikern wie Robert Schumann und Hans von Bülow angedeihen ließ.
Am 20. Oktober 1828 trat sie zum ersten Mal öffentlich im Leipziger Gewandhaus auf und spielte bei einem Konzert von Caroline Perthaler neben Emilie Reichold die rechte Partie eines vierhändigen Werks von Friedrich Kalkbrenner.
Die Leipziger Allgemeine musikalische Zeitung schrieb:

„In demselben Conzerte war es uns noch besonders angenehm, die erst neunjährige, mit vielen Musikanlagen ausgestattete Clara Wiek u. Dem. Emilia Reichold vierhändige Variationen über einen Marsch aus Moses, von Kalkbrenner mit allgemeinem und verdientem Beyfalle vortragen zu hören. Unter der Leitung ihres musikerfahrenen, die Kunst des Pianofortespieles wohl verstehenden und dafür mit Liebe sehr thätigen Vaters, dürfen wir von ihr die grössten Hoffnungen hegen.“

Ab 1827 führte Friedrich Wieck ein Tagebuch für Clara – in der Ich-Form, als habe sie es selbst geschrieben.
Später ließ er sich Claras eigene Tagebucheintragungen zum Lesen vorlegen. Ein von Friedrich Wieck am 29. Oktober 1828 verfasster Tagebucheintrag in Claras Namen lautet:

„Mein Vater, der längst schon vergebens auf eine Sinnesänderung von meiner Seite gehofft hatte, bemerkte heute nochmals, daß ich immer noch so faul, nachlässig, unordentlich, eigensinnig, unfolgsam pp sey, daß ich dieß namentlich auch im Klavierspiel und im Studiren desselben sey und weil ich Hünten neue Variat O. 26 in seiner Gegenwart so schlecht spielte und nicht einmal den ersten Theil der 1ten Variation wiederholte so zerriß er das Exemplar vor meinen Augen und von heute an will er mir keine Stunde mehr geben und ich darf nichts weiter spielen, als die Tonleitern, Cramer Etuden L. 1 u Czerny Trillerübungen.“

Das strenge pianistische Training war nach heutigen Maßstäben nicht kindgerecht. Clara Schumann schrieb dazu 1894 in einem Brief, ihr habe ein verständiger Vater zur Seite gestanden, „[…] der über ihre Gesundheit wachte, sorgte, daß sie tüchtig spazieren ginge, nie in späte Gesellschaften Einladungen annähme, nie zu viel hintereinander übte, nie am Nachmittag vor einem Abendconcerte anderes thäte als ruhete, kurz, der sie bewachte. Die Leute würden ihn freilich einen Tyrannen nennen, wie es mein Vater sich gefallen lassen mußte, – ich danke es ihm aber noch täglich; die Frische, die mir bis in’s hohe Alter geblieben ist, (in der Kunst wenigstens) dies danke ich ihm!“
Zunächst bestand das weitgehend vom Vater bestimmte Vortragsprogramm aus gefälligen und zugleich technisch anspruchsvollen Kompositionen, zum Beispiel von Friedrich Kalkbrenner, Camille Pleyel, Ignaz Moscheles und Henri Herz. Auch ihre eigenen frühen Kompositionen wurden eingebunden. Erst nachdem sich der Einfluss des Vaters verringert hatte, spielte Clara in ihren Konzerten Werke von Ludwig van Beethoven, Johann Sebastian Bach und Robert Schumann.

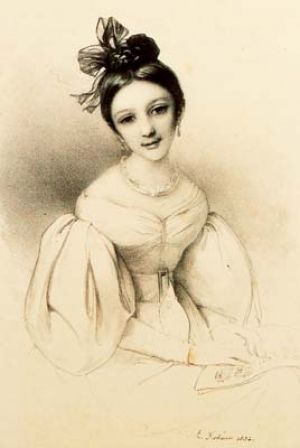
Clara Wieck 1832 in Paris, Lithografie nach einem Gemälde von Eduard Fechner

Friedrich Wieck sah sich als Claras Impresario, der die oft mit Strapazen verbundenen Konzertreisen organisierte. Er trug Sorge dafür, dass Einladungen zu Konzerten ausgesprochen wurden und dass der Flügel am Veranstaltungsort funktionierte. Zu Beginn des 19. Jahrhunderts kam es oft vor, dass sich ein Flügel nur schwer beschaffen ließ oder nicht gestimmt war. Vor jedem Konzert tat sich zudem die bange Frage auf, ob die Mechanik der Instrumente „mitspielen“ würde. Wieck hatte daher stets Klavierwerkzeug bei sich und betätigte sich vor Konzerten meist noch als Klavierstimmer und -reparateur. Später ging er dazu über, eigens ausgesuchte Instrumente an den Ort des Auftritts vorauszuschicken, damit Clara auf einem ihr vertrauten Flügel spielen konnte.
Clara Wieck spielte vor Goethe, wurde persönlich bekannt mit Niccolò Paganini, musizierte und befreundete sich mit Franz Liszt, tauschte mit Frédéric Chopin in gegenseitiger Achtung Kompositionen aus und wurde von Felix Mendelssohn Bartholdy (1809–1847) als Pianistin und Komponistin gefördert und gefordert. Sie trat in jungen Jahren in zahlreichen Städten und auch im nahen Ausland auf.
In Wien wurde ihr am 13. März 1838 – mit gerade 18 Jahren – die Ehre zuteil, dass Kaiser Ferdinand I. von Österreich sie zur k. k. Kammer-Virtuosin ernannte.
Auch als Komponistin war sie sehr früh aktiv. Die 1829/1830 im Alter von zehn und elf Jahren komponierten Quatre Polonaises op. 1 wurden 1831 veröffentlicht. Es folgten Caprices en forme de Valse, Valses romantiques, Quatre Pièces caractéristiques, Soirées musicales, ein Klavierkonzert (1837) und vieles mehr.

### Annäherung an Robert Schumann
Clara Wieck lernte Robert Schumann im Jahr 1828 kennen, im Alter von etwa achteinhalb Jahren. Ab Oktober 1830 wohnte Schumann als Zwanzigjähriger ein Jahr lang bei den Wiecks, als er sich von Claras Vater unterrichten ließ. Mit dem Mädchen ging er sehr nett um: So erzählte er ihr und ihren beiden Brüdern selbst erfundene Märchen.

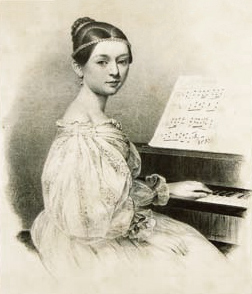
Clara Wieck 1835, im Jahr des ersten Kusses, Lithografie von Julius Giere. Die Noten stammen aus ihrem Klavierkonzert a-Moll op. 7.

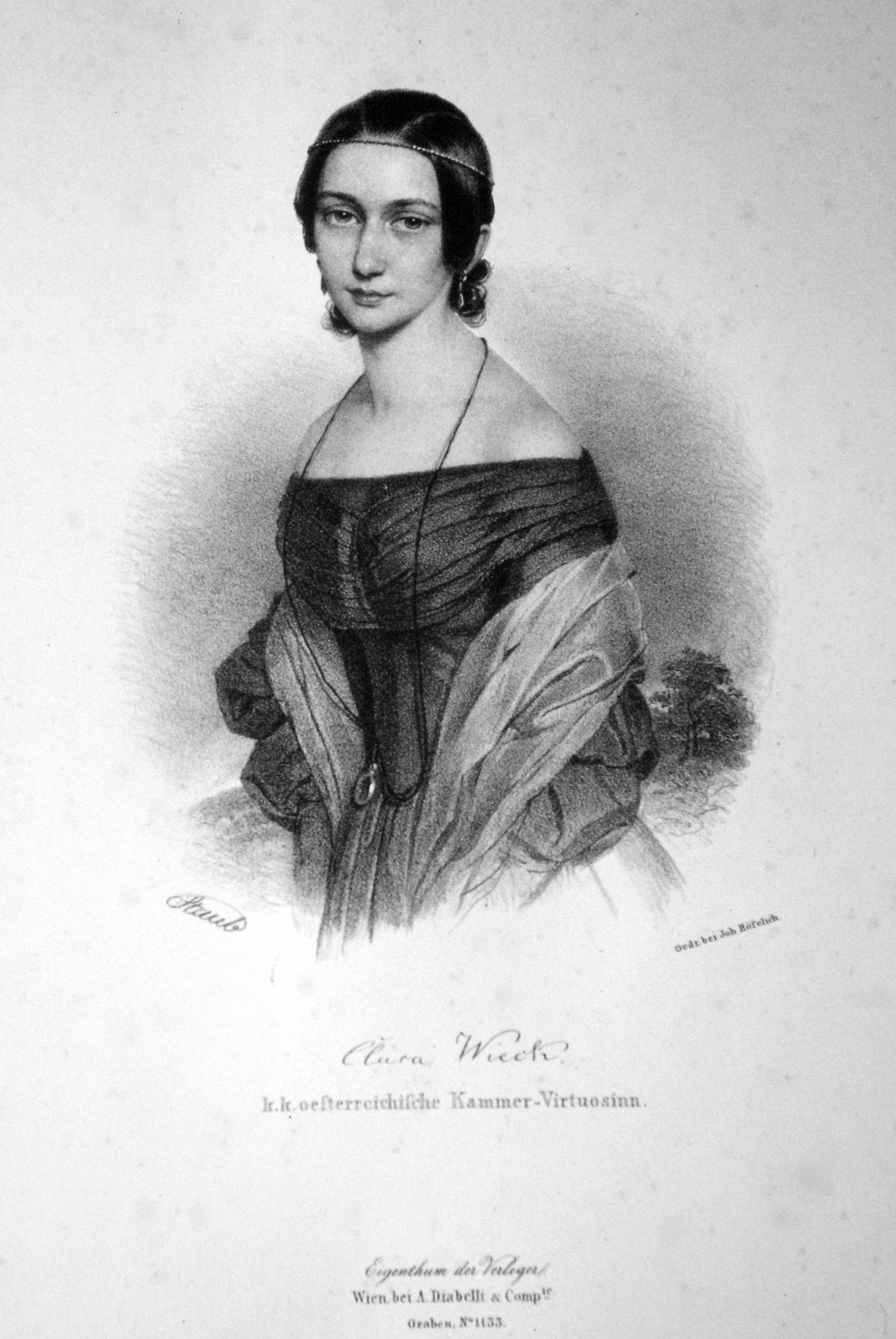
Clara Wieck 1838, Lithografie von Andreas Staub

Als Clara Wieck 16 Jahre alt war, kamen sie einander näher; von dem ersten Kuss im November 1835 schwärmte Robert Schumann noch in späteren Briefen. Sie war seine „Zilia“, seine „Chiara“, wie er sie zärtlich nannte. Einem Stück aus seinem damals komponierten Klavierzyklus Carnaval op. 9 gab er den Titel Chiarina.
Friedrich Wieck war jedoch keinesfalls bereit, die Liebe seiner Tochter zu Robert Schumann zu akzeptieren. Die Trennung erreichte er zunächst dadurch, dass er Clara für einige Konzerttourneen verplante. Er überwachte sie fast rund um die Uhr und verbot ihr auch einen Briefwechsel mit Robert Schumann.
Im Juni 1837 brachte Friedrich Wieck seine Tochter zu dem mit ihm befreundeten Ehepaar Serre nach Maxen bei Dresden, um ihre Kontakte zu Robert Schumann zu unterbinden. Doch die Serres unterstützten die Verbindung des Liebespaars.
Clara Wiecks und Robert Schumanns heimlicher Verlobung im August 1837 folgte ein Brief Robert Schumanns an Friedrich Wieck mit dem Datum des 13. Septembers 1837, in dem er um Claras Hand anhielt. Wieck lehnte den Antrag ab und untersagte dem Liebespaar jeden Kontakt. Dennoch gelang es den Liebenden immer wieder, sich zu sehen. So hielt Robert Schumann am 4. Oktober 1837 in seinem Tagebuch fest: „Gestern Abend seliges Beisammensein mit Clara, vielleicht letztes. Der Alte [Wieck] nach H. verreist. Letztes und höchstes Geschenk.“
Während des von Friedrich Wieck begleiteten Wienaufenthaltes in der Konzertsaison 1837/1838, in der Clara Wieck als Star gefeiert wurde, durfte sie zwar an Schumann schreiben, doch Persönliches vertraute sie nur heimlich geschriebenen Briefen an. Über die Umstände schrieb sie an Robert Schumann: „Nimm mir nur nicht übel, daß ich so fürchterlich schlecht geschrieben, doch stelle Dir vor, dass ich stehe und das Blatt auf der Kommode liegt, worauf ich schreibe. Bei jedem Mal Eintunken in das Tintenfaß lauf ich in die andere Stube.“ Und etwas später: „Ich bitte Dich, sei mir nicht böse, daß der Brief so kurz wird, doch denke, es ist zehn Uhr und ich schreibe voll Herzensangst stehend in meiner Kammer.“
Im weiterhin stattfindenden Briefwechsel zwischen Clara Wieck und Robert Schumann, in dem Zweifel und Zuversicht wechseln, beteuern beide immer wieder ihre unverbrüchliche Treue und stete Liebe.
Nach der Parisreise, die ohne den Vater vom 8. Januar bis zum 14. August 1839 dauerte, verließ Clara Wieck den väterlichen Haushalt. Aufnahme fand sie bei Freunden und schließlich ab September 1839 bei ihrer Mutter in Berlin, wo sie die Weihnachtszeit 1839 mit Robert Schumann verbringen konnte und bis zur Hochzeit wohnte.

### Gerichtsprozess, Heirat und erste Ehejahre

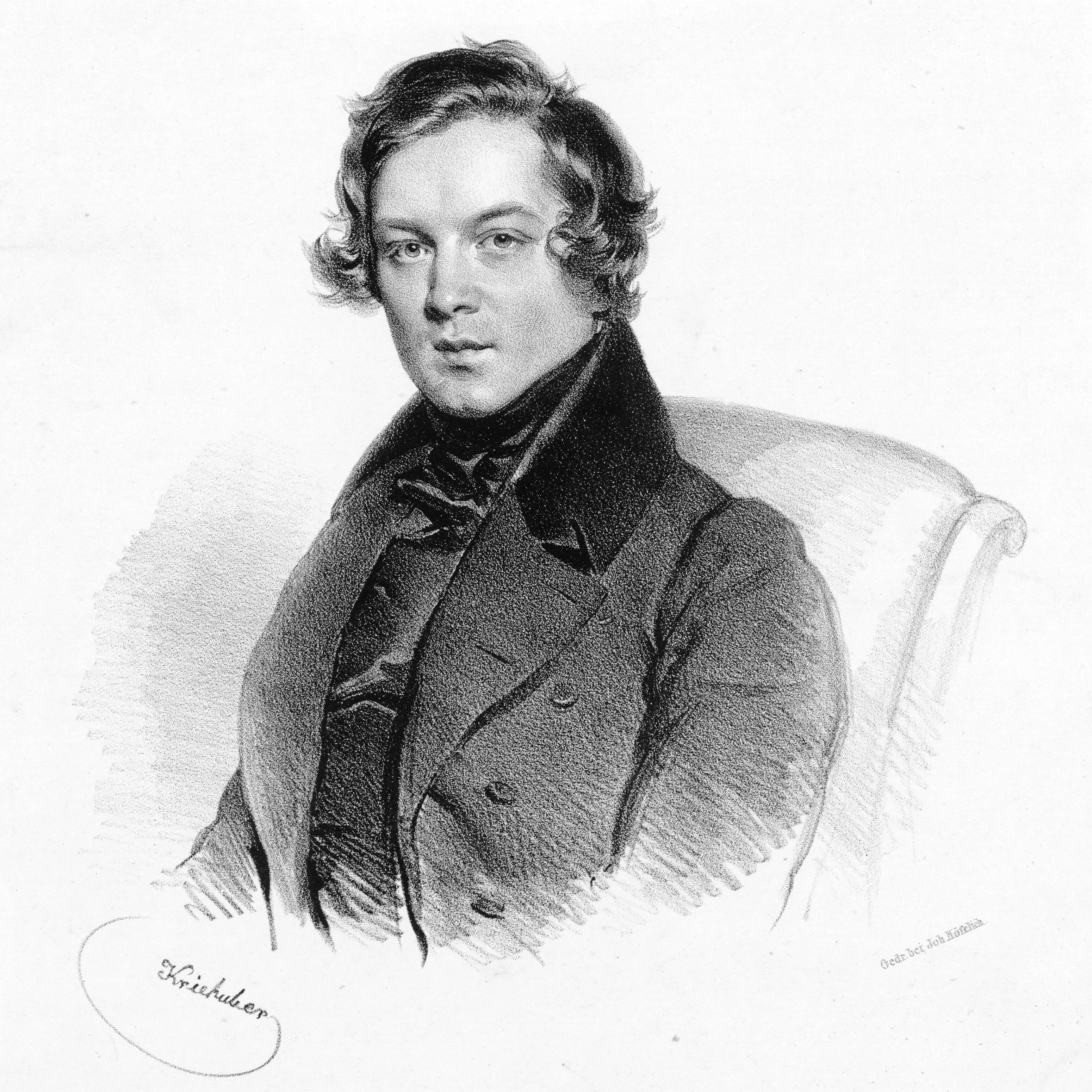
Robert Schumann 1839, Lithografie von Josef Kriehuber

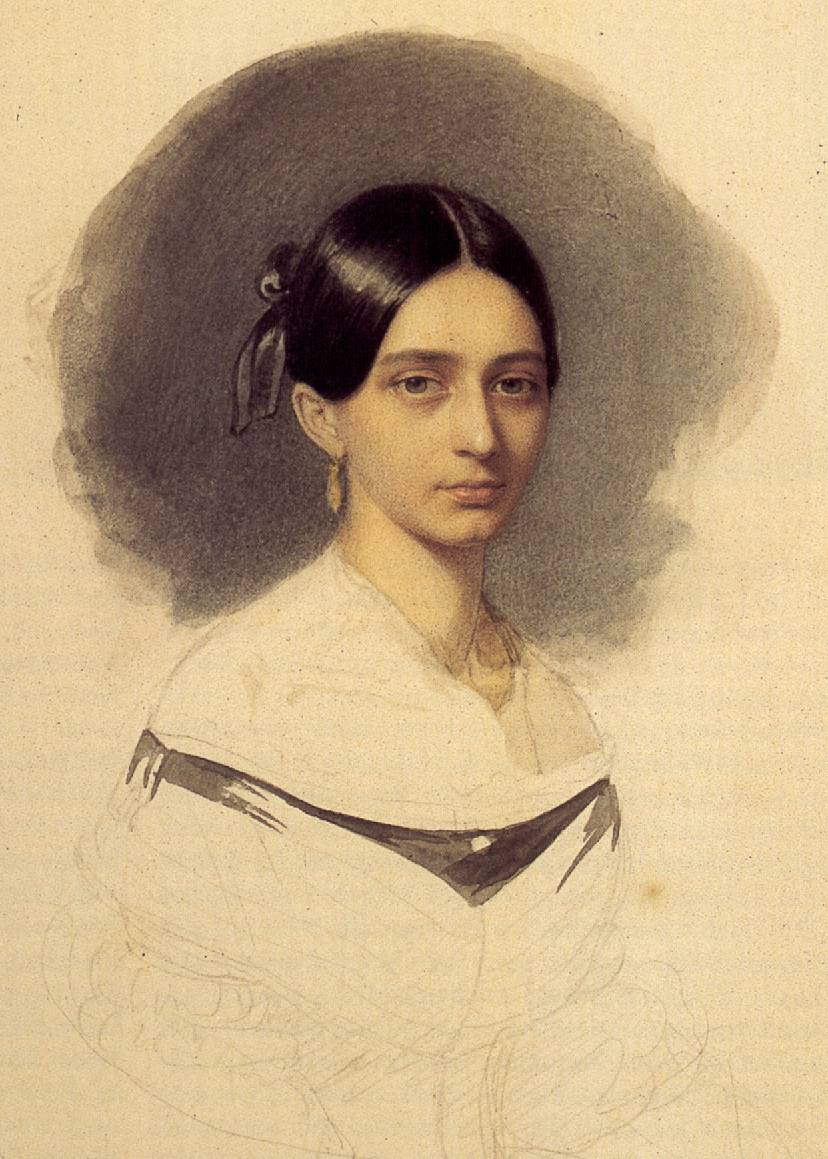
Clara Wieck 1840, kurz vor ihrer Heirat, aquarellierte Zeichnung von Johann Heinrich Schramm

Am 16. Juli 1839 reichten Robert Schumann und Clara Wieck beim Gericht in Leipzig Klage ein mit dem Antrag, entweder Vater Wieck zu verpflichten, der geplanten Ehe zuzustimmen, oder die Zustimmung von Amts wegen zu erteilen.
In dieser Zeit der Unsicherheit legte Clara Schumann im September 1839 im Hinblick auf die angestrebte Ehe ihre Hoffnungen und Bedenken in ihrem Tagebuch nieder:

„Roberts Liebe beglückt mich unendlich. – Ein Gedanke beunruhigt mich zuweilen, der, ob ich es auch vermögen werde, Robert zu fesseln! Sein Geist ist so groß […] Jetzt trachte ich auch darnach, so viel als möglich mit der Künstlerin die Hausfrau zu vereinen. Das ist eine schwere Aufgabe! Meine Kunst lasse ich nicht liegen, ich müßte mir Vorwürfe machen. Sehr schwer denke ich mir die Führung einer Wirthschaft, immer das rechte Maaß und Ziel zu treffen, nicht zu viel auszugeben, aber auch nicht in Geiz zu verfallen. […] Meine größte Sorge ist seine Gesundheit! Sollte ich den Schmerz erfahren müssen, ihn zu verlieren – ich wüßte nicht, ob ich den Mut hätte, noch zu leben.“

Das Verfahren verzögerte sich, nicht zuletzt auch durch Zutun Friedrich Wiecks. Doch am 1. August 1840 genehmigte das Gericht endlich die Eheschließung. „[A]m 16ten [August] 1stes Aufgebot – […] d. 4ten [September] Klara, von da f. im̅er bei mir“, hielt Robert Schumann in seinem Tagebuch fest. Die Trauung fand am 12. September 1840, einen Tag vor dem 21. Geburtstag der Braut, in der Gedächtniskirche Schönefeld bei Leipzig statt. Eine Gedenktafel in Mölkau erinnert daran, dass Clara und Robert Schumann den Nachmittag im Gutspark Mölkau verbrachten.
Nun konnte die schon vor der Eheschließung eingerichtete Wohnung in der Beletage eines Neubaus in der Inselstraße 5 (heute 18) offiziell bezogen werden, in der das Ehepaar in seiner gesamten Leipziger Zeit bis zum Umzug nach Dresden wohnte. Sowohl in Robert Schumanns Arbeitszimmer als auch im Wohnzimmer, das gleichzeitig Clara Schumanns Musikzimmer war, konnten nun Gäste empfangen werden. Kamen mehrere Gäste gleichzeitig, stand der angegliederte Salon zur Verfügung, in dem auch Konzerte und Lesungen veranstaltet wurden. Von Anfang an erwartete und erhielt das Ehepaar viel Besuch. Damals war es üblich, dass Musiker, die – auch Felix Mendelssohn Bartholdys wegen – nach Leipzig kamen, die Schumanns aufsuchten, für und mit Clara Schumann musizierten, sich von ihr vorspielen ließen oder eigene Werke präsentierten. Zu den Besuchern gehörten neben dem befreundeten, in Leipzig wohnenden Felix Mendelssohn Bartholdy beispielsweise William Sterndale Bennett, Hector Berlioz, Ole Bull, Ferdinand David, Adolph Henselt, Franz Liszt, Ignaz Moscheles, Heinrich Marschner, Johannes Verhulst, Pauline Viardot-Garcia und Richard Wagner.
Darüber hinaus bekam Clara Schumann Anregungen und Abwechslung vom Alltag bei den vielen musikalischen und gesellschaftlichen Veranstaltungen und Zusammenkünften, die sie meist zusammen mit Robert Schumann besuchte.
Mit der Eheschließung waren ihr vielfältige Aufgaben zugewachsen. Zuvorderst sah sie sich selbst als Ehefrau Robert Schumanns, die ganz für ihn und sein Wohlergehen präsent sein und ihm ein sorgenfreies Leben und ungestörtes Komponieren ermöglichen wollte. Die Führung des Haushalts und die Aufsicht über die Bediensteten oblagen ihr. Sie trug sich sogar mit dem Gedanken, hinter dem Haus einen Nutzgarten anzulegen. Dennoch wollte sie ihre künstlerische Laufbahn weiterführen, Konzerte geben und auf Konzertreisen gehen und hatte Angst, ihre pianistischen Fähigkeiten zu verlieren, wenn ihr die tägliche Übung und die stete Begegnung mit dem Publikum fehlte. Der Ehealltag in der häuslichen Gemeinschaft mit Robert Schumann hatte in dieser Hinsicht für Clara Schumann etwas Desillusionierendes: Robert sah es nicht gern, dass seine Frau weiterhin konzertieren wollte; er verlangte zumindest für das erste Ehejahr ihre Gegenwart ganz an seiner Seite. Auf seine Bitte hin schränkte Clara Schumann das Klavierüben ein, damit sich Robert Schumann auf das Komponieren konzentrieren konnte; denn die Fachwerkwände der Wohnung waren hellhörig. Überdies war es Robert Schumanns Wunsch, dass Clara Schumann sich mehr der Komposition widmen und ihren schon in den Romanzen op. 11 entwickelten Stil weiterführen sollte. Eine auf Virtuosität und Bravour abzielende Art der romantischen Komposition war auch ihr zu unernst.
Die Ehe bot Clara Schumann die Gelegenheit, die unter dem väterlichen Regime vernachlässigte allgemeine Bildung nachzuholen. Sie las beispielsweise Goethe, Shakespeare und Jean Paul und beschäftigte sich mit für die Vertonung geeigneten Gedichten. Zusammen mit Robert Schumann analysierte sie eingehend Johann Sebastian Bachs Wohltemperiertes Klavier und studierte Beethoven’sche Klaviersonaten sowie jeweils die neuesten Kompositionen Robert Schumanns.
In den Leipziger Ehejahren kamen zwei Töchter zur Welt: Marie (1841–1929) und Elise (1843–1928). Sie wurden von Ammen versorgt, was im Bürgertum damals üblich war.
Zu einer Versöhnung zwischen Friedrich Wieck und dem Ehepaar Schumann kam es 1843; den ersten Schritt hierzu machte Wieck.
Viele der geschilderten Umstände sind heute bekannt, weil Robert und Clara ein Ehetagebuch führten, in das sie abwechselnd Eintragungen machten. Es war von dem für seine Schweigsamkeit bekannten Schumann auch dazu gedacht, Mitteilungen und Bitten hineinzuschreiben, für die das gesprochene Wort nicht ausreichte, und Clara Schumann nutzte das Tagebuch, um ihrem Ehemann in einigen Angelegenheiten ihre Sicht der Dinge mitzuteilen. Dieses Tagebuch wurde 1987 veröffentlicht.

### Fortsetzung der Karriere und Abschied von Leipzig (13. Dezember 1844)
Clara Schumann setzte ihren Wunsch, auch als Ehefrau wieder aufzutreten und auf Konzertreisen zu gehen, recht rasch durch. Nicht zuletzt die finanzielle Situation der Familie ließ diesen Schritt als sehr angeraten erscheinen; denn Clara Schumann trug mit ihren Konzerteinnahmen in ganz erheblichem Maße dazu bei, dass der Lebensunterhalt für die Familie stets bestritten werden konnte. Im Übrigen kam ihr Konzertieren auch Robert Schumann persönlich zugute. Da er wegen seiner Behinderung der rechten Hand nicht selbst als Pianist öffentlich auftreten konnte, interpretierte sie seine solistischen und kammermusikalischen Klavierwerke und auch die drei Werke für Klavier und Orchester sowie als Begleiterin seine Lieder und machte ihn in ganz Europa bekannt. Sie sorgte auf diese Weise – vor allem nach seinem Tod – zu einem großen Teil für seinen Ruhm als Komponist.
Bereits am 15. Oktober 1840 fand im Salon der Schumanns in der Inselstraße vor etwa 20 Gästen eine erste Soirée statt. Robert Schumann dazu im Ehetagebuch:

„An ihrer Kunst hängt sie begeisterter als je und hat manchmal in der vorigen Woche gespielt, daß ich über die Meisterin die Frau vergaß und sie sehr oft selbst vor anderen geradezu in's Gesicht loben mußte. So spielte sie vorigen Sonntag früh die C Dur Sonate von Beethoven, wie ich es noch nicht gehört; so vor Moscheles einige der Kreislerstücke, und Donnerstag Abend in einer Soirée, die wir gaben, die Trio's von Moscheles und Mendelssohn.“

Ihr erster öffentlicher Auftritt als Clara Schumann fand am 19. Oktober 1840 in Leipzig in einer Soirée Felix Mendelssohn Bartholdys für Ignaz Moscheles statt. Ihr erstes gemeinsames Konzert gaben Clara und Robert Schumann am 31. März 1841 im Gewandhaus. Uraufgeführt wurden Robert Schumanns 1. Sinfonie in B-Dur und Clara Schumanns Lied Am Strande.
Am 21. und 25. November 1841 gastierte Clara Schumann in Weimar. Am 6. Dezember 1841 folgte im Gewandhaus das zweite gemeinsame Konzert des Ehepaares, in dem Robert Schumanns 1. Sinfonie nochmals aufgeführt wurde und Clara Schumann sowohl solistisch als auch zusammen mit Franz Liszt mit dem Hexameron in Liszts Arrangement für zwei Klaviere auftrat.
Eine Norddeutschlandtournee führte das Ehepaar im Februar und März 1842 nach Bremen, Oldenburg und Hamburg. Unter heftigem Trennungsschmerz – auch beim zurückreisenden Ehemann – gelangte Clara Schumann von Hamburg aus alleine nach Kopenhagen und kehrte am 26. April 1842 nach Leipzig zurück.
Vom 25. Januar bis zum 30. Mai 1844 dauerte die große Russlandtournee des Ehepaares, die über Berlin, Königsberg, Mitau, Riga und Dorpat nach Sankt Petersburg und Moskau führte. Ein Empfang bei der Zarenfamilie bildete den gesellschaftlichen Höhepunkt. Robert Schumanns zeitweiliger Missmut über die Erfolge seiner Frau ist bekannt; er ertrug es nur schwer, ihr meist unbeachteter Begleiter zu sein.
Zurück in Leipzig, war es für Clara Schumann nicht einfach, sich wieder in ihre Rolle als Ehefrau, Haushaltsvorstand und Mutter zu finden. In große Sorge geriet sie, als Robert Schumann im August 1844 einen körperlichen und mentalen Zusammenbruch erlebte. Sie musste sich von einem kurzen Engagement als Klavierlehrerin am Leipziger Konservatorium zurückziehen, und in Planung begriffene Konzertreisen konnten nicht ausgeführt werden. Eine Harzreise des Ehepaares im September 1844 brachte keine wirkliche Besserung. Robert Schumann notierte im Reisetagebuch: „[N]un gebe mir der Himmel Gesundheit und Kraft zur Arbeit wieder!“ Am 3. Oktober reisten die Schumanns nach Dresden, um dort Entspannung zu suchen, doch Robert Schumann fand acht Tage lang keinen Schlaf. Ende November kehrten sie erfolglos nach Leipzig zurück. Dennoch stand für das Ehepaar rasch fest, ganz nach Dresden überzusiedeln. Die Freunde – darunter Felix Mendelssohn Bartholdy – arrangierten für den 29. November den Schumanns zu Ehren eine musikalische Soirée. Nach einem öffentlichen Konzert Clara Schumanns im Gewandhaus am 5. Dezember 1844 und einer Abschiedsmatinee im Salon der Inselstraße wenige Tage später verließ die Familie Schumann Leipzig am 13. Dezember 1844.

### Dresden (14. Dezember 1844 – 1. September 1850)

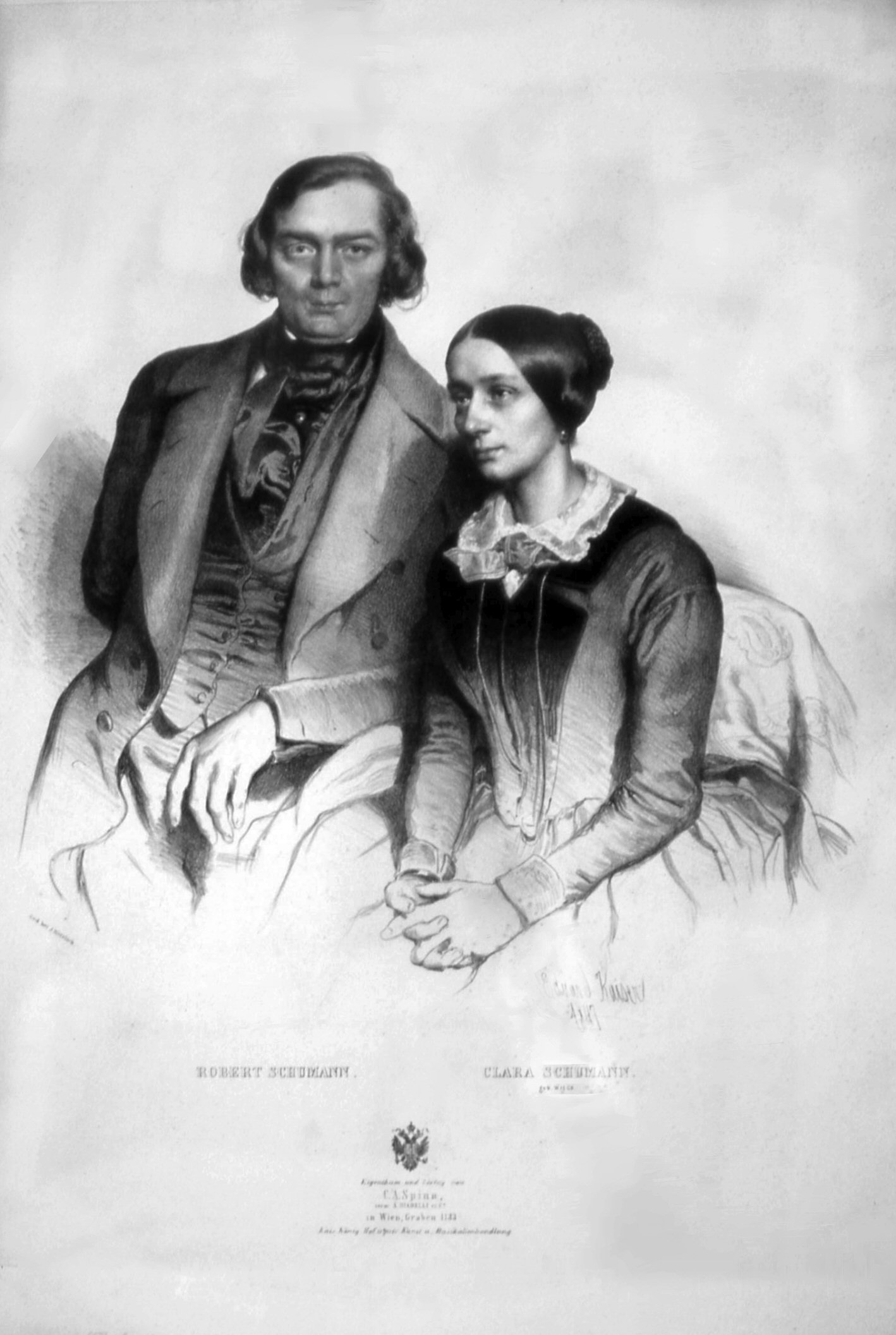
Robert und Clara Schumann 1847, Lithografie von Eduard Kaiser

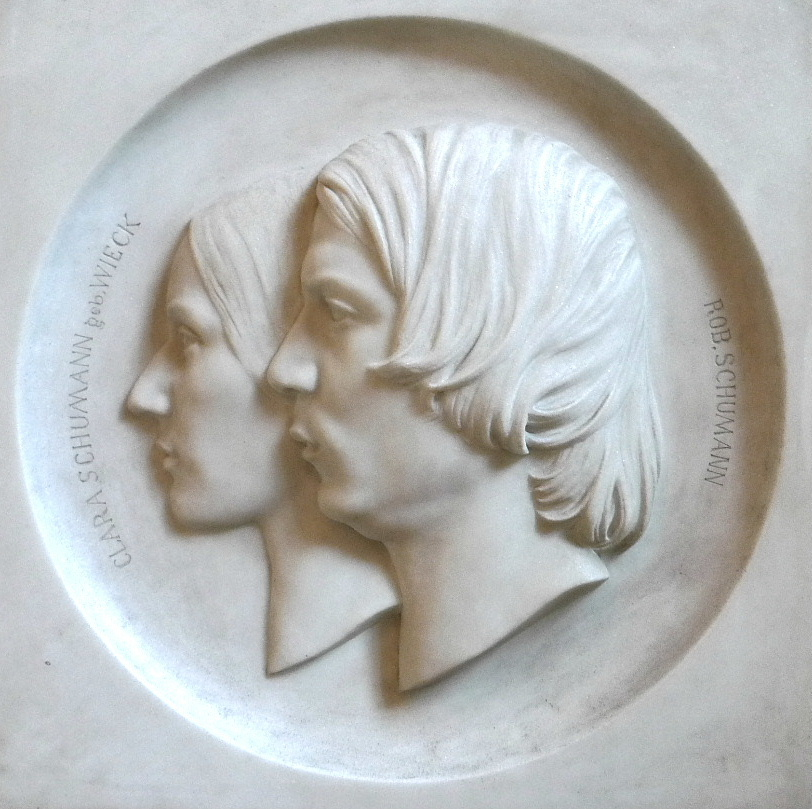
Robert Schumann und Clara Schumann 1846, Relief von Fritz Klimsch nach dem Original von Ernst Rietschel

Nach dem Umzug der Schumanns nach Dresden im Dezember 1844 bemühte sich Robert Schumann vergeblich, dort eine Festanstellung als Dirigent bei einem Konzert- oder Opernhaus zu erhalten. Bis ins Jahr 1846 hinein war er oft krank und schwermütig.
Von einem Badeaufenthalt auf der Insel Norderney erhoffte sich das Ehepaar im Sommer 1846 Erholung. Wegen eines „immerwährenden Katharr[s]“ war Robert Schumanns Befinden dort zunächst wenig befriedigend. Einen Tag vor Clara Schumanns erstem Seebad notierte er im Haushaltsbuch: „Gewißheit wegen KI[ara]'s Schw[anger]schaft.“ Wenige Tage später stellte er fest: „Veränderung in Kl[ara]'s Zustand u. ihre Freude.“ Diese Eintragungen wurden unterschiedlich interpretiert. Die Deutungen reichen von Freude darüber, dass sich die Schwangerschaft als nicht gegeben herausstellte, bis zu einem durch Clara Schumanns Bäder willentlich verursachten Abgang. Die Quellen geben keinerlei Gewissheit. Sicher ist, dass Robert Schumann durch die absolvierten Seebäder – vor allem im Nachhinein – eine Linderung seiner Beschwerden empfand, Clara Schumann Norderney dagegen kränkelnd verließ.
Am 17. September 1846 zog die Familie Schumann aus der Waisenhausstraße 35 in eine größere Wohnung in der Großen Reitbahngasse 2, wo Clara Schumann in einem abgeschiedenen Zimmer ihrem Klavierspiel nachgehen konnte, ohne ihren Mann zu stören.
Nach einer mehrwöchigen Reise mit Konzerten in Wien, Brünn und Prag erlebte das Ehepaar Schumann am 17. Februar 1847 in Berlin die erfolgreiche Aufführung von Robert Schumanns Oratorium Das Paradies und die Peri. Die damaligen Kontakte zu den Berliner Salons und zu den Künstlerkreisen um Felix Mendelssohn Bartholdy, Wilhelm und Fanny Hensel, Henriette Sontag und Pauline Viardot bewogen Robert und Clara Schumann, an einen Umzug nach Berlin zu denken. Clara Schumann hatte sich mit Fanny Hensel angefreundet, in der sie eine gleichgesinnte Gefährtin in der Kunst sah. Clara Schumann: „[W]ir hamonieren fast immer miteinander.“ Nach Fanny Hensels frühem Tod am 14. Mai 1847, der die Schumanns sehr erschütterte, verwarfen sie den Plan einer Übersiedelung.
In den Jahren 1845 bis 1849 bekam Clara Schumann vier Kinder: die dritte Tochter Julie, Emil (der nach 16 Monaten starb), Ludwig und Ferdinand. Ende 1849 erhielt Robert Schumann das Angebot, in Düsseldorf Städtischer Musikdirektor zu werden. Er nahm das Angebot an.

### Düsseldorf (2. September 1850 – Oktober 1857)

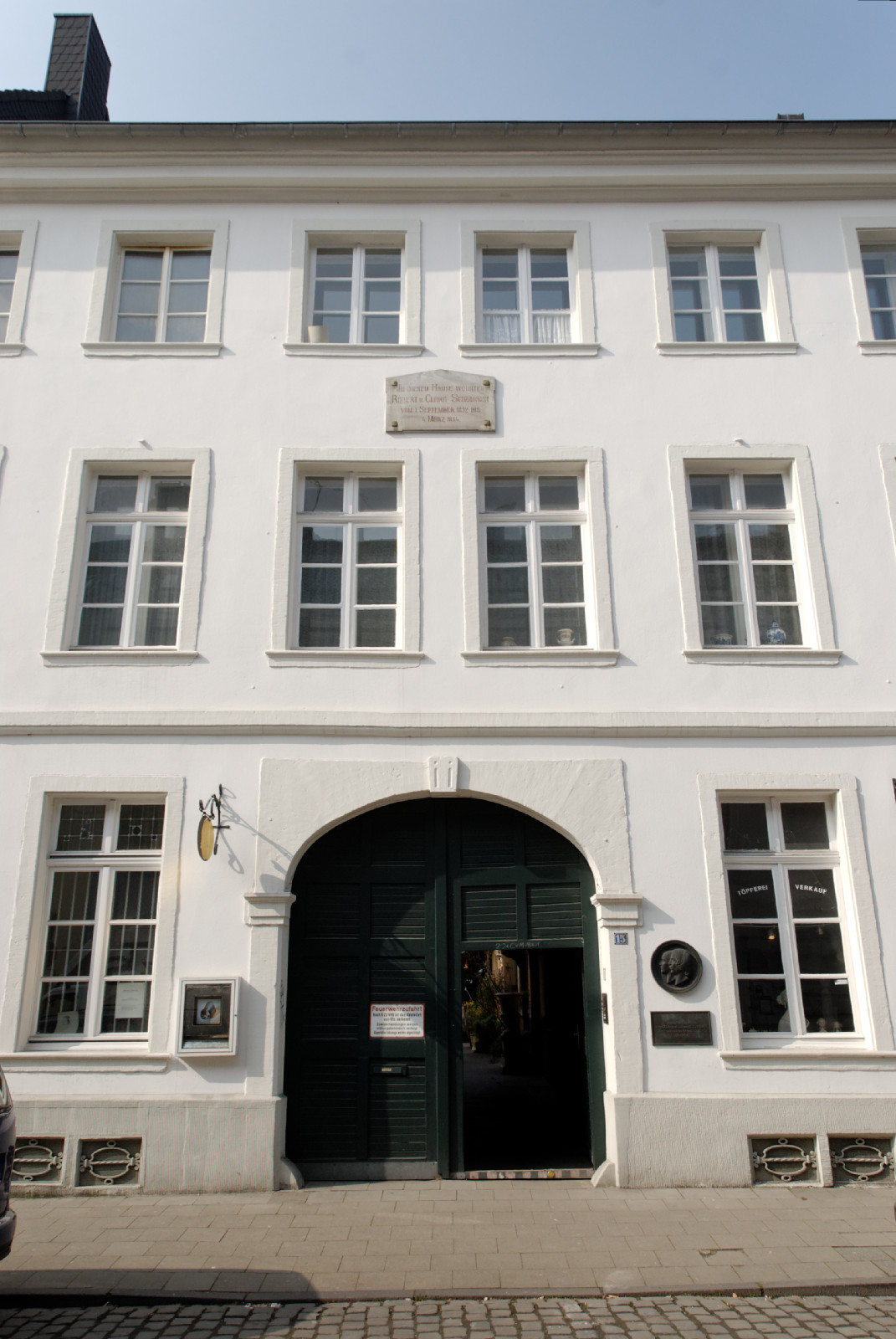
Bilker Straße 15 in Düsseldorf-Carlstadt: Hier mieteten die Schumanns von August 1852 bis August 1855 zwei Etagen

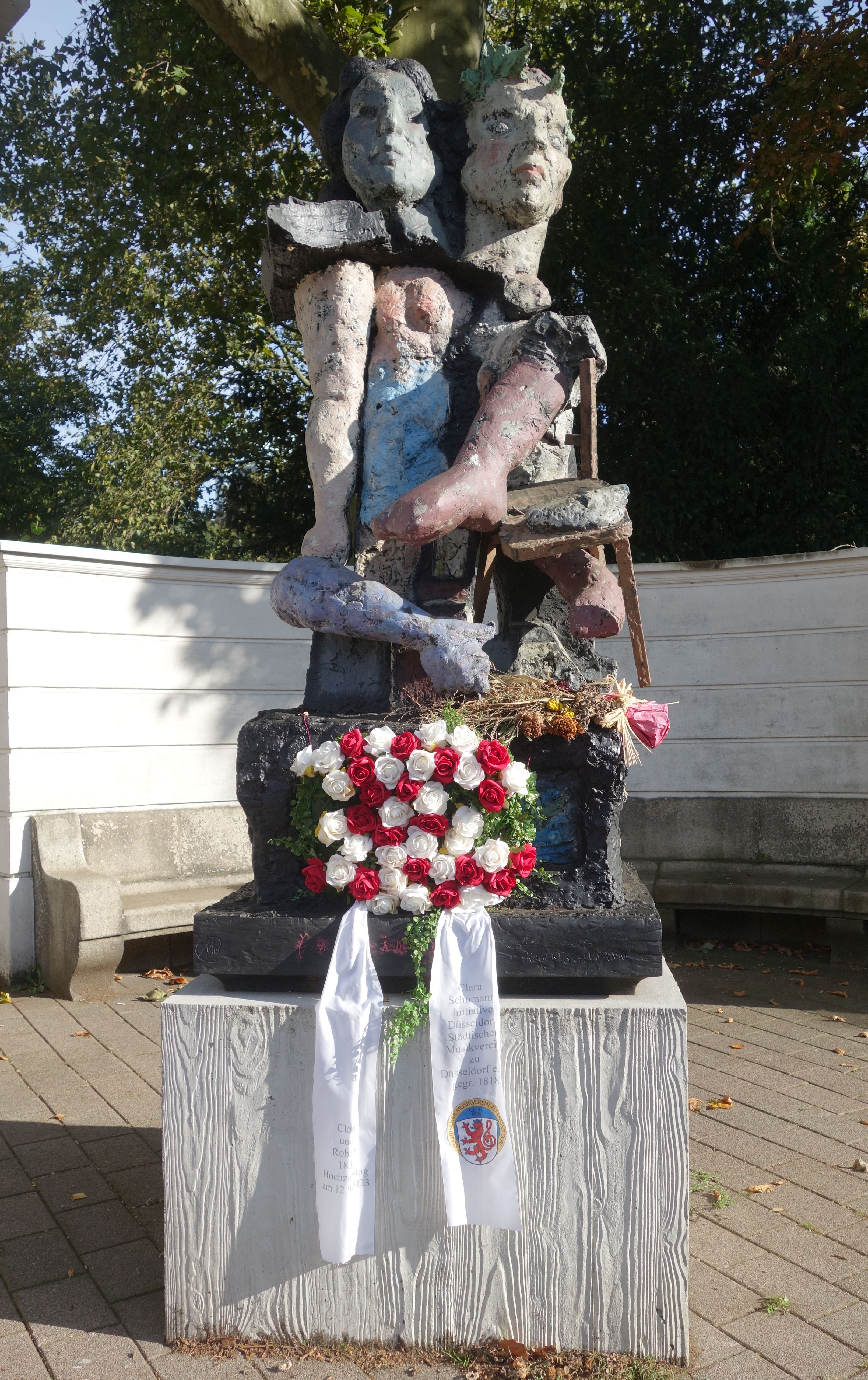
„Tanz zu Zweit“. Denkmal von Markus Lüpertz für Clara und Robert Schumann Zum Hochzeitstag (12. September 1840) mit Blumenschmuck (Düsseldorf, 2023).

1850 siedelte die Familie Schumann nach Düsseldorf über. Die ersten Tage musste die Familie in einem Hotel verbringen, bis sie am 10. September eine große Wohnung in der Alleestraße 782, Ecke Grabenstraße, beziehen konnte. Clara Schumann litt darunter, dass Robert Schumann die hohen Hotelkosten und den teuren Umzug alleine bezahlen musste. Zudem hatte sie in dieser Wohnung Probleme mit der Haushaltsführung, die sie kaum zum Klavierüben kommen ließen, und Robert Schumann fühlte sich durch laute Geräusche von der Straße so stark belästigt, dass er zeitweilig gar nicht arbeiten konnte. Sein Arbeitszimmer wurde deshalb nach hinten verlegt. Ein Vorteil dieser Wohnung war, dass in einem großen Raum Kammerkonzerte veranstaltet werden konnten.
Bereits in der Konzertsaison 1850/51 trat Clara Schumann in Düsseldorf und in Köln als Solistin auf. Anlässlich des ersten Düsseldorfer Konzertes, bei dem sie das Klavierkonzert g-Moll op. 15 von Felix Mendelssohn Bartholdy gespielt hatte, schrieb sie in ihr Tagebuch:

„Seit vielen Jahren war es das erstemal wieder, dass ich ein Orchesterstück öffentlich auswendig spielte. Sollte die Jugendkraft und Frische wohl noch einmal wiederkehren? ich glaube es trotz des guten Gelingens nicht.“

An Robert Schumanns Seite übernahm sie die musikalische Assistenz bei den Orchester- und Chorproben. Die von beiden beklagte Undiszipliniertheit der Musiker und Sänger sowie Robert Schumanns geringes Durchsetzungsvermögen führten dazu, dass Proben und Auftritte nicht den gewünschten Erfolg brachten. Zusätzlich belastet wurde das Ehepaar durch drei Umzüge innerhalb Düsseldorfs sowie durch eine weitere Geburt und eine Fehlgeburt.
Woldemar Bargiel, Clara Schumanns Halbbruder, hielt in seinem Tagebuch die Umstände seines Besuches im Juli und August 1852 beim Ehepaar Schumann fest. Danach arbeitete Schumann in dieser Zeit viel an musikalischen Projekten und widmete sich zwischendurch seiner Familie und seinen jungen Musikerfreunden, war aber auch oft krank, was die besorgte Clara Schumann sehr mitnahm. Auf Bargiel wirkte es so, „als ob Schumann und Clara einen und denselben körperlichen Organismus hätten und jede Empfindung Schumanns in sie einflöße.“
Bargiel wurde im August 1852 vom Ehepaar Schumann auf eine Erholungsreise nach Scheveningen mitgenommen. Nach ihrer Rückkunft konnte die Familie Schumann am 19. September 1852 in eine neue Wohnung in der Bilker Straße 1032, (heute Nr. 15) einziehen, die Robert Schumann bereits im August angemietet hatte. Den Umzug von der Wohnung in der Heroldstraße dorthin hatten Freunde vollzogen. Die Wohnung erstreckte sich über zwei Etagen. Clara Schumanns Studierzimmer lag in der oberen Etage. Nun konnte sie, ungestört und ohne ihren Mann zu stören, Klavier üben.
Im Laufe des Jahres 1853 eskalierten die Auseinandersetzungen zwischen Robert Schumann und dem von ihm geleiteten Düsseldorfer Orchester. Im November wurde ihm nahegelegt, nur noch eigene Werke zu dirigieren und sein umfängliches Amt niederzulegen. Er reagierte empört und entzog sich allen Verpflichtungen. Während dieser Zeit teilte Clara Schumann die Uneinsichtigkeit ihres Mannes. Ihr erster Biograph, Berthold Litzmann, beschrieb ihre Einstellung dazu:

„Das Gefühl des Einsseins mit ihm und das leidenschaftliche Bestreben, diese Solidarität gegenüber aller Welt immer wieder zum schärfsten Ausdruck zu bringen, wurde von Jahr zu Jahr stärker, vielleicht gerade in dem dunklen Gefühl, daß das Abwehren aller und jeder Kritik, die sich gegen seine Person richtete, der einzige Schutz sei gegen kritische oder skeptische Regungen im eignen Innern.“

Ihre Sorge galt weiterhin Robert Schumanns äußerst labilem Zustand. Die für Clara und Robert Schumann erfolgreichen, von Düsseldorf aus angetretenen Konzertreisen nach Holland vom 24. November bis zum 22. Dezember 1853 und nach Hannover vom 21. bis zum 30. Januar 1854 ließen Hoffnung aufkommen, doch bald danach erreichte Robert Schumanns Erkrankung, möglicherweise die Folge einer früher erworbenen Syphilis, einen neuen Höhepunkt. In wachsendem Maße hatte er „Gehöraffektionen“ entwickelt: Geräusche und aufdringliche Töne bis hin zu ganzen Musikstücken verfolgten ihn, raubten ihm den Schlaf, bereiteten ihm unerträgliche Schmerzen und ließen ihn zeitweilig in Halluzinationen verfallen. Seine Notizen im Haushaltsbuch berichten darüber noch bis zum 17. Februar 1854; danach gab es dazu keine Eintragungen mehr.
Am 27. Februar 1854, einem Rosenmontag, stürzte sich Robert Schumann von der damaligen Oberkasseler Pontonbrücke in den Rhein, um sich das Leben zu nehmen, wurde aber aus dem Wasser gezogen und gerettet. Ärzte rieten Clara Schumann, die zu jener Zeit mit ihrem jüngsten Sohn Felix schwanger war, dringend davon ab, ihren Mann in seinem beklagenswerten Zustand zu sehen. Sie zog mit den Kindern vorübergehend zu einer Freundin. Am 4. März 1854 wurde Robert Schumann in die Nervenheilanstalt Endenich bei Bonn (heute ein Stadtteil von Bonn) eingeliefert. Vom Suizidversuch und davon, wie ihr Mann aufgefunden worden war, wurde Clara Schumann erst 1856 unterrichtet.
In verschiedenen Biographien zu Robert oder Clara Schumann findet sich die Darstellung, Robert Schumann habe sich damals als „Verbrecher“ gesehen, der seiner geliebten Frau „ein Leid antun“ könnte, und dies habe ihn zu dem Entschluss bewogen, freiwillig in eine Nervenheilanstalt zu gehen. Dies ist jedoch nicht belegt und mittlerweile höchst umstritten. In Robert Schumanns Tagebuch steht hierüber nichts. Die Quelle dieser Behauptung ist die 1908 erschienene dreibändige Biografie Clara Schumann. Ein Künstlerleben. Nach Tagebüchern und Briefen von Clara Schumanns erstem Biografen, Berthold Litzmann (1857–1926). Die ihm von Marie Schumann anvertrauten Tagebücher und Briefe Clara Schumanns hat Litzmann aber der Nachwelt nicht zur Einsicht zur Verfügung gestellt (er oder wahrscheinlicher Marie soll sie verbrannt haben). Von den ursprünglich 47 von Litzmann genannten, gebundenen Tagebüchern haben sich nur die neun Bände Jugendtagebücher und die drei, gemeinsam mit Robert Schumann geführten Bände der Ehetagebücher erhalten.
Clara Schumann suchte ihren Mann erst nach über zwei Jahren in der Nervenheilanstalt auf, zwei Tage vor seinem Tod. Verschiedentlich wird angenommen, Litzmann habe Robert Schumann als ein Risiko für seine Frau und die Familie dargestellt, um Clara Schumann vor Vorwürfen wegen ihres sehr späten Besuchs zu bewahren (so Dieter Kühn in Clara Schumann. Klavier). Doch Tatsache ist, dass Clara Schumann von Anfang an Besuche in Endenich aus medizinischen Gründen verwehrt wurden. Im Sommer 1854 bat sie den behandelnden Arzt Eberhard Peters in einem Brief, es sie wissen zu lassen, sobald ein Besuch ohne Nachteil für ihren Mann stattfinden könne. Erst als Schumanns Ende erkennbar war, wurde sie am 23. Juli 1856 nach Endenich gerufen. Sie wollte den unrettbar Kranken sofort besuchen, verzichtete aber auf Anraten der Ärzte und des mitgereisten Brahms darauf, obwohl sie schon in Endenich war. Sie sah Schumann schließlich erst am 27. Juli 1856, zwei Tage vor seinem Tod. Sie war sich sicher, dass er sie erkannte. Zu dieser Zeit hatte Schumann bereits die Essensaufnahme verweigert.

### Johannes Brahms

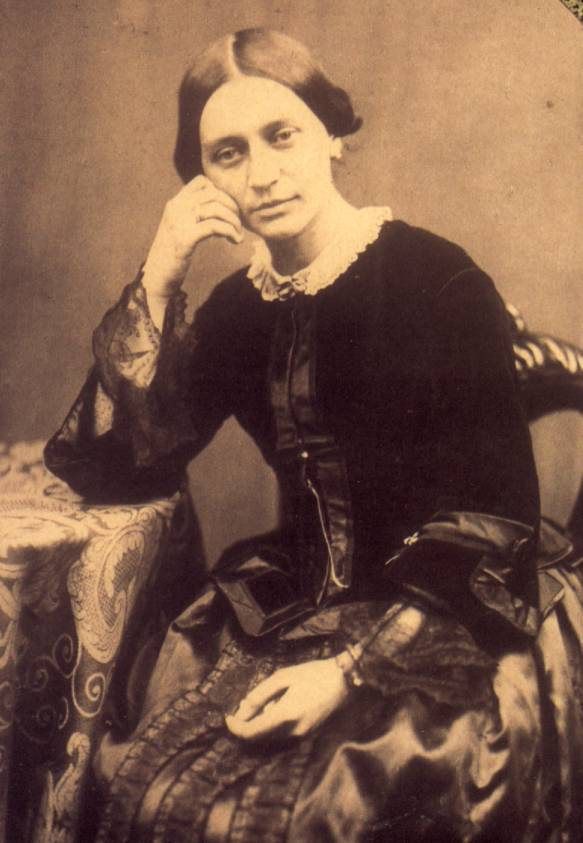
Clara Schumann 1854

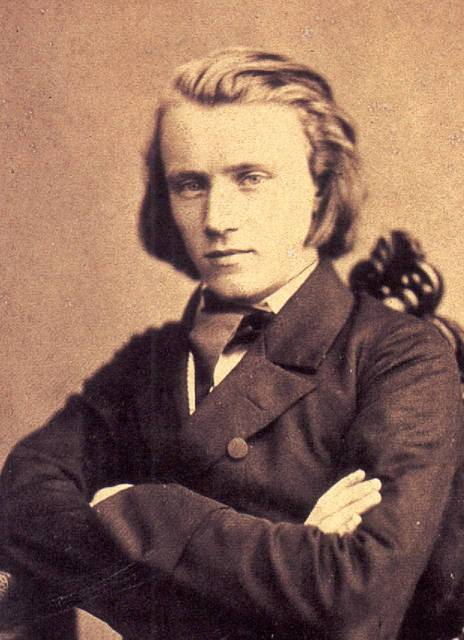
Johannes Brahms
um 1855

Als Johannes Brahms erstmals Robert und Clara Schumann in Düsseldorf besuchte, war die Familie Schumann in einer schwierigen Lage: Robert Schumann verlor den Rückhalt in seiner Position als Musikdirektor, und seine gesundheitlichen Probleme beeinträchtigten ihn immer mehr.
Am 30. September 1853, dem Tag von Brahms’ Ankunft, hielt Clara Schumann in ihrem Tagebuch fest:

„Meine letzten guten Jahre gehen dahin, meine Kräfte auch – gewiß Grund genug, mich zu betrüben. […] Ich bin so entmutigt, daß ich es nicht sagen kann.“

An demselben Tag notierte Robert Schumann ins Haushaltsbuch: „Hr. Brahms aus Hamburg.“
In den folgenden Tagen wurde das Ehepaar überwältigt und erhoben von der Wirkung des jungen Johannes Brahms und seinen bereits künstlerisch reifen Werken, die er ihnen ohne Noten am Klavier vorstellte, und die sie als Offenbarungen empfanden.
Ihre Eindrücke vom Oktober 1853 fasste Clara Schumann in ihrem Tagebuch so zusammen:

„Dieser Monat brachte uns eine wunderbare Erscheinung in dem 20jährigen Komponisten Brahms aus Hamburg. Das ist wieder einmal einer, der kommt wie eigens von Gott gesandt.“

Robert Schumann sorgte mit seinem Aufsatz Neue Bahnen für die Neue Zeitschrift für Musik dafür, dass dem bis dahin unbekannten Künstler Aufmerksamkeit geschenkt wurde.
Bald nach Schumanns Einlieferung in die Nervenheilanstalt im März 1854 intensivierte sich der Kontakt zwischen Clara Schumann und Brahms, der zunächst in der Nähe der Schumann’schen Wohnung Quartier bezogen hatte und schließlich nach Clara Schumanns Umzug in die Poststraße im August 1855 in demselben Haus ein Zimmer mietete. Damit wurde Brahms für alle sichtbar in Clara Schumanns Familie aufgenommen. Wie bisher unterstützte er
gemeinsam mit Joseph Joachim, Albert Dietrich und Julius Otto Grimm Clara Schumann in inneren und äußeren Angelegenheiten und wurde zu ihrem vertrauten Freund. Fest steht, dass Brahms in Clara Schumann verliebt war; zahlreiche Briefe zeugen davon. Was sich aber in der Zeit bis vornehmlich 1856 zwischen ihnen tatsächlich zutrug, ist wenig erhellt, weil Clara Schumann und Brahms in beiderseitigem Einvernehmen fast den gesamten Briefwechsel aus der Zeit bis 1858 vernichtet haben. Allerdings hielt sich nur Brahms vollständig an die Abmachung; Clara Schumann behielt einige Briefe, die der Nachwelt etwas über ihre Beziehung verraten.
In Brahms’ erhalten gebliebenen Briefen sind alle Formen der Anrede anzutreffen: Anfangs „Verehrte Frau“, dann „Theuerste Freundin“, schließlich „Innigst geliebte Freundin“, zuletzt „Geliebte Frau Clara“. Im Brief vom 25. November 1854 brachte er seine überwältigende Freude über ein plötzliches Du zum Ausdruck:

„Theuerste Freundin, wie liebevoll blickt mich das trauliche ‚Du‘ an! Tausend Dank dafür, ich kann’s nicht genug ansehen und lesen, hörte ich es doch erst; selten habe ich das Wort so entbehrt, als beim Lesen Ihres letzten Briefes.“

Er, der Jüngere, hatte es nicht gewagt, ein Du anzubieten, und fand erst langsam in diese intime Anrede. Im Brief vom 31. Mai 1856 schrieb er sehr deutlich von Liebe und Zärtlichkeit:

„Meine geliebte Clara, ich möchte, ich könnte Dir so zärtlich schreiben, wie ich Dich liebe, und so viel Liebes und Gutes tun, wie ich Dir’s wünsche. Du bist mir so unendlich lieb, daß ich es gar nicht sagen kann. In einem fort möchte ich Dich Liebling und alles mögliche nennen, ohne satt zu werden, Dir zu schmeicheln. […] Deine Briefe sind mir wie Küsse.“

Nach dem Tod Robert Schumanns im Juli 1856 wird der Ton in den Briefen deutlich nüchterner. Aus den Briefen von Brahms spricht nun verhaltene Betroffenheit.
In einem undatierten, für ihre Kinder gedachten Tagebucheintrag, beschrieb Clara Schumann ihr Verhältnis zu Brahms:

„Gott sendet jedem Menschen, sei er auch noch so unglücklich, immer einen Trost […] Da kam J o h a n n e s  B r a h m s. Ihn liebte und verehrte euer Vater, wie außer Joachim keinen; er kam, um als treuer Freund alles Leid mit mir zu tragen; er kräftigte das Herz, das zu brechen drohte, er erhob meinen Geist, erheiterte, wo er nur konnte, mein Gemüt, kurz er war mein Freund im vollsten Sinne des Wortes. […] Wohl kann ich euch sagen, meine Kinder, daß ich nie einen Freund so liebte wie ihn – es ist das schönste Einverständnis unsrer Seelen; […] glaubt eurer Mutter, was sie euch sagt, und hört nicht kleinliche und neidische Seelen, die ihm meine Liebe und Freundschaft nicht gönnen, daher ihn anzutasten suchen oder gar unser schönes Verhältnis, das sie entweder wirklich nicht begreifen oder nicht begreifen wollen. […]“

### Nach Robert Schumanns Tod (1856–1896)

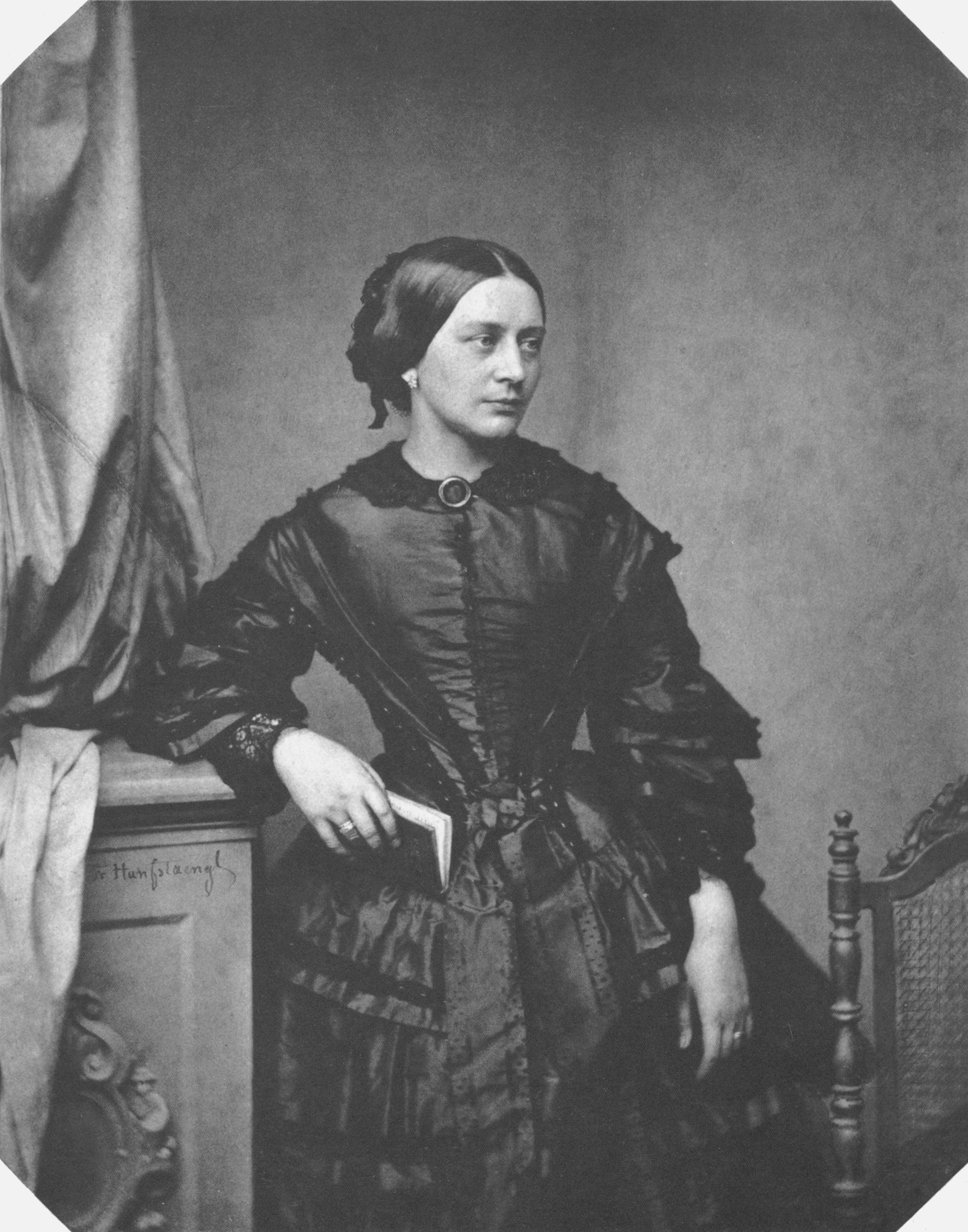
Clara Schumann 1857, Fotografie von Franz Hanfstaengl

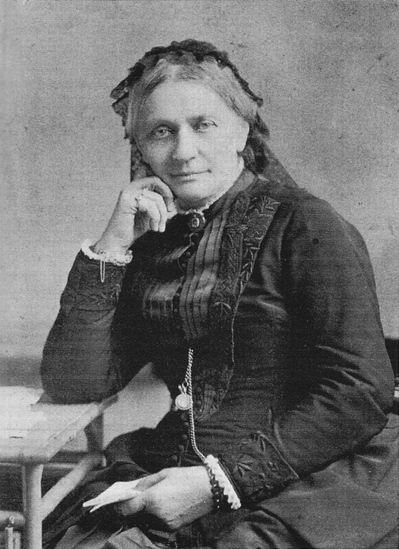
Clara Schumann 1887, Fotografie von Elliott & Fry

Bereits vor Robert Schumanns Tod hatte Clara Schumann die drei ältesten Kinder außer Hauses gegeben: Marie und Elise zogen 1855 zusammen mit der privaten höheren Töchterschule von Wilhelmine von Erkelenz von Düsseldorf nach Köln und zu Ostern 1856 in ein Pensionat in Leipzig. Die dritte Tochter Julie kam 1854–1857 in die Obhut der Großmutter Mariane Bargiel in Berlin, wo sie wie Marie und Elise ab 1857 in der Höheren Pensions- und Erziehungsanstalt Luise Hausleuthners unterrichtet wurde. Zu Ostern 1857 bezogen Ludwig und Ferdinand in Jena die Stoy’sche Erziehungsanstalt und im Oktober 1859 ein Internat in Bonn. Die beiden Jüngsten, Eugenie und Felix, blieben vorerst bei Clara Schumann in Düsseldorf und wurden von der Haushälterin betreut.

#### Berlin (1857–1863)
Im Oktober 1857 zog Clara Schumann nach Berlin, wo sie bis 1863 lebte, zunächst in der Dessauerstr. 2, dann ab 1861 am Schöneberger Ufer 22. Marie, Elise, Eugenie und Felix kamen wieder in ihren Haushalt. In Berlin übernahm eine Freundin Clara Schumanns, Elisabeth Werner, einige Zeit die Haushaltsführung und Kinderbetreuung, wenn Clara Schumann auf Konzertreisen war. Ferdinand wechselte 1861 ans Joachimsthaler Gymnasium, Ludwig kam in die Obhut eines Pfarrhauses in Wissen an der Sieg. Clara Schumann war bemüht, ihren Kindern eine solide Schulbildung zu ermöglichen, was insbesondere für Töchter im 19. Jahrhundert keine Selbstverständlichkeit war, und richtete es zumeist so ein, dass mehrere Geschwister zusammen auf eine Schule gingen.

#### Baden-Baden (1863–1873)
1863 siedelte sie nach Baden-Baden über. Bereits 1857 hatte mit einem Briefwechsel zwischen Clara Schumann und dem Komponisten Theodor Kirchner eine Freundschaft begonnen, die sich 1863 in eine Liebesbeziehung wandelte. Das Verhältnis der beiden war von Anfang an durch Kirchners Spielsucht belastet. Als Clara Schumann klar wurde, dass sie trotz vieler Bemühungen keinen bessernden Einfluss auf Kirchner ausüben und sich seiner ehrlichen Liebe nicht sicher sein konnte, beendete sie die „ungewöhnliche Freundschaft“. Ihren Entschluss dazu teilte sie Kirchner in einem Brief vom 21. Juli 1864 mit.
Sie blieb eine überall gefeierte Pianistin; ihr Leben war weiterhin ausgefüllt von erfolgreichen Konzertreisen in zahlreiche Städte Deutschlands und Europas. Eine Belastung war für sie ihr Sohn Ludwig (* 1848), der wohl geistig und körperlich zurückgeblieben war. Nach einem Zusammenbruch Ludwigs 1870 ließ sie ihn in die Irrenanstalt auf Schloss Colditz einweisen, wo er am 9. Januar 1899 erblindet starb.

#### Berlin (1873–1878)
1873 kehrte sie nach Berlin zurück, hauptsächlich weil sie „nicht so viel mehr hintereinander reisen“ wollte ‒ aus körperlichen Gründen und um mehr Zeit mit ihren in Berlin lebenden Kindern Ferdinand und Felix verbringen zu können. Zusammen mit ihren Töchtern Eugenie, die an der Königlichen Hochschule für Musik in Berlin Klavier und Gesang studierte, und Marie bezog sie eine Wohnung im Tiergarten, In den Zelten 11. In ihrer Wohnung sowie in Joseph Joachims Villa (die sich direkt gegenüber von Clara Schumanns Wohnhaus befand) gab sie auch private Soireen. Da Clara Schumann aufgrund ihrer starken Armschmerzen ab Mitte Dezember 1873 bis 1875 nicht konzertieren konnte und in Berlin keine künstlerisch-geselligen Kreise vorfand, fühlte sie sich in Berlin nicht wohl. In einem Brief an ihren Künstlerfreund und Dirigenten Hermann Levi im Dezember 1875 schrieb sie: „Ich passe hier nicht her, kann nur in einer mittelgroßen Stadt finden, was ich für den künstlerischen wie geselligen Verkehr bedarf. Hier werde ich früher älter, als ich eigentlich bin. Mir fehlen musikalische Genüsse, künstlerischer Verkehr, der Einem auch mal eine gemüthliche Stunde Musik vergönnt, kurz das Licht und die Luft, die ich brauche.“ Zudem kam eine Anstellung an der Königlichen Hochschule für Musik in Berlin nicht zustande.

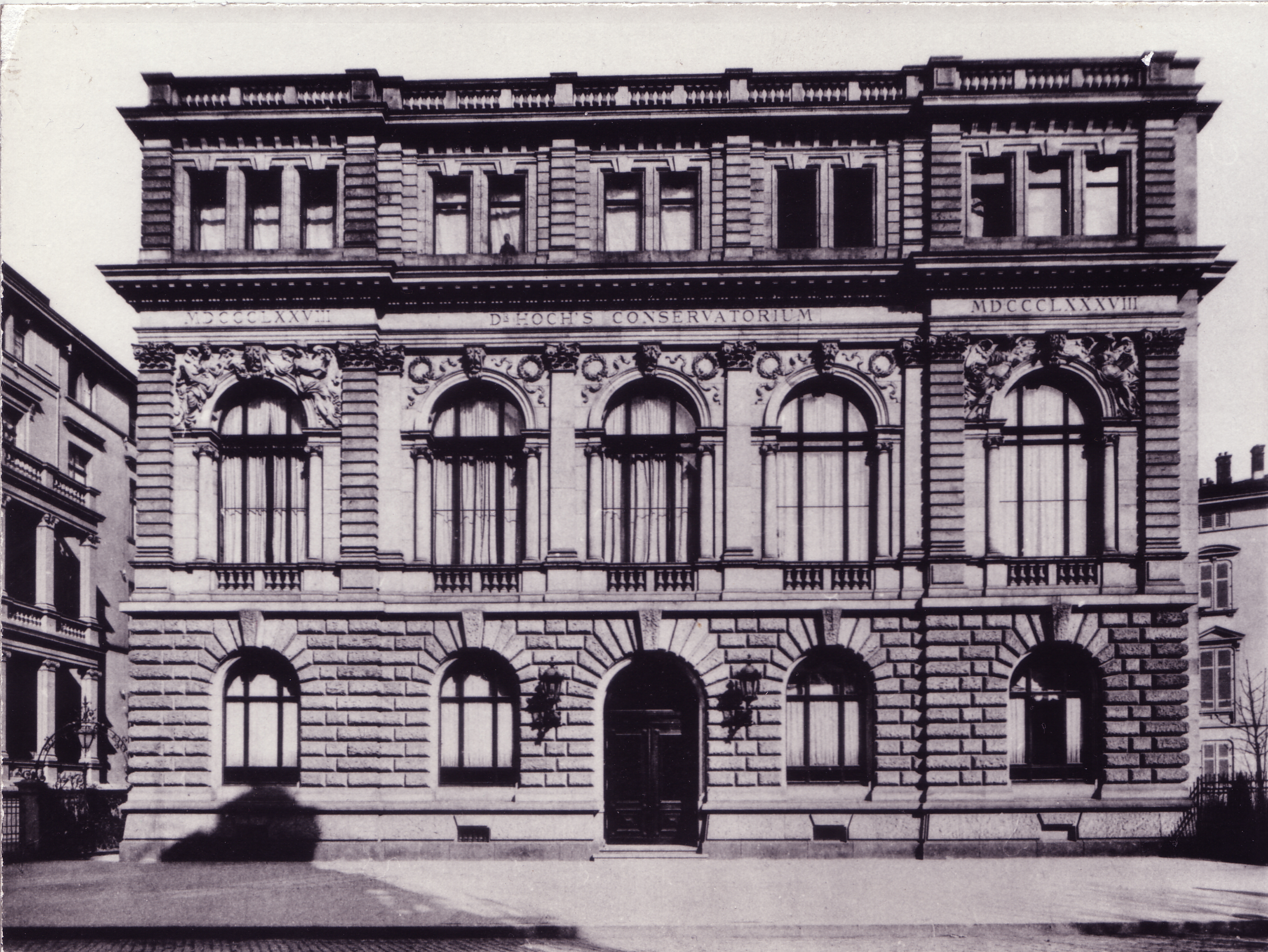
Frankfurt a. Main, Eschersheimer Landstraße 4, ab 1888 Domizil des Dr. Hoch’schen Konservatoriums. Das Gebäude wurde im Oktober 1943 zerstört.

#### Frankfurt am Main (1878–1896)
Im Jahr 1878 wurde Clara Schumann zur „Ersten Klavierlehrerin“ des neu gegründeten Dr. Hoch’s Konservatoriums in Frankfurt am Main berufen. Sie unterrichtete in ihrer Wohnung in der Myliusstraße 32, assistiert von den Töchtern Marie und Eugenie. Neben dem Unterricht betätigte sie sich als Herausgeberin der Kompositionen Robert Schumanns und förderte ihre Veröffentlichung im Musikverlag Breitkopf & Härtel. Sie publizierte auch seine Schriften und Jugendtagebücher. Ihr letztes Konzert gab sie am 12. März 1891 im Alter von 71 Jahren. Im selben Jahr wanderte ihre Tochter Eugenie nach England aus.

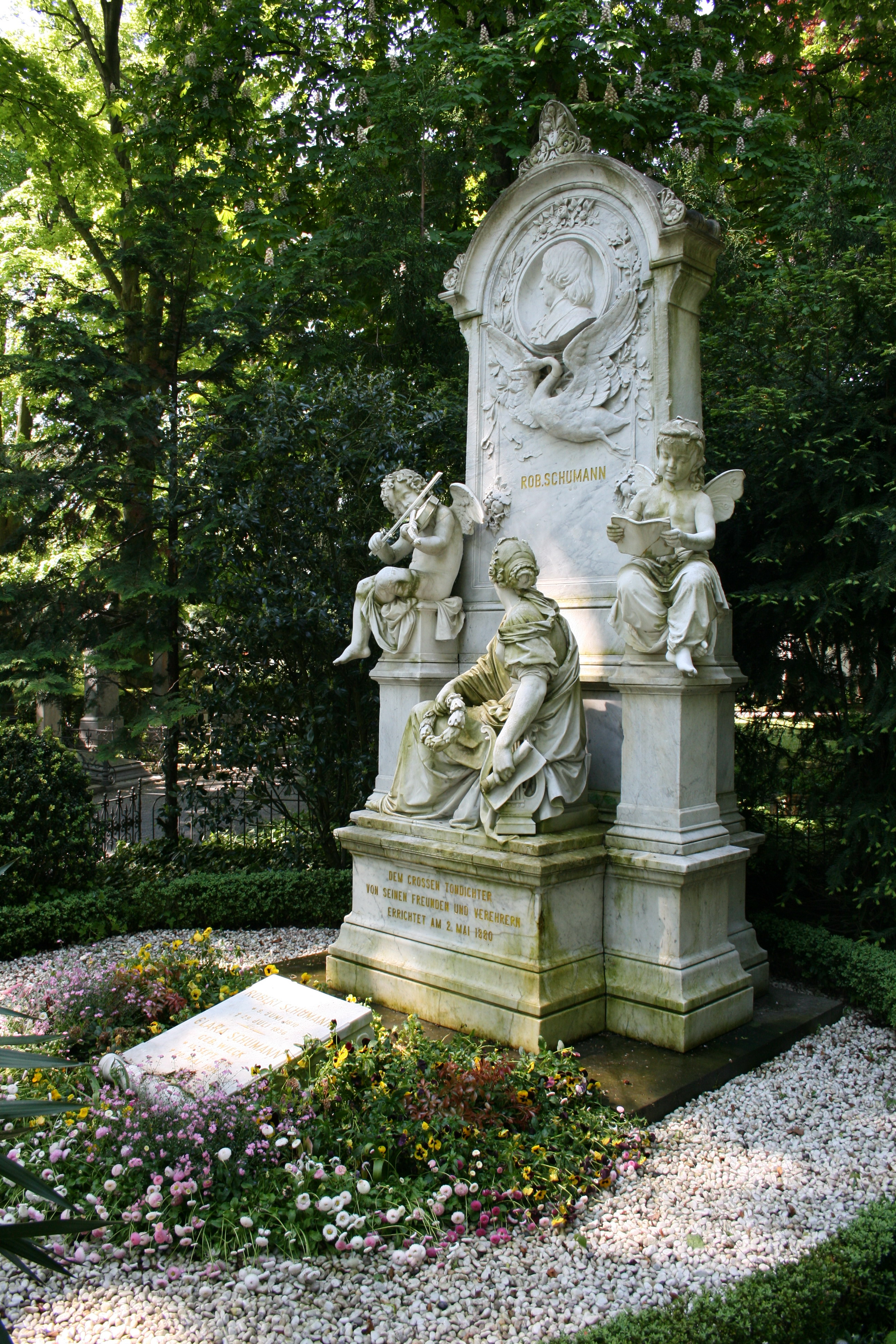
Grabstätte von Robert und Clara Schumann auf dem Alten Friedhof in Bonn

In den Folgejahren wurde sie von einem „Kopfleiden“ beeinträchtigt, das allmählich zur Schwerhörigkeit führte. Schließlich konnte sie nur mehr Klavierklänge korrekt identifizieren, die Klänge anderer Instrumente nahm sie verzerrt oder von Geräuschen überdeckt wahr, die sich auch in Ruhe einstellten.
Am 23. Januar 1893 berichtete sie in einem Brief an Elisabeth Werner:

„[D]as Kopfleiden ist immer dasselbe, tritt aber zum Glück beim Spielen und Unterrichten zurück, so daß ich beides wieder regelmäßig thue. […] Ich habe noch die ganze geistige Kraft und die der Finger, die Technik macht mir gar keine Schwierigkeiten, aber die Nerven wollen nicht, und das ist eine furchtbare Prüfung […] Ich gehe fast gar nicht mehr in Concerte, kann es nicht wegen meinem Kopfleiden, denn Orchestermusik ist mir wahrhaft unerträglich, da höre ich alles falsch.“

Tod und Begräbnis (20./24. Mai 1896)
Am 26. März 1896 erlitt Clara Schumann einen Schlaganfall und starb nach einem weiteren Schlaganfall am 20. Mai 1896 im Alter von 76 Jahren.
Am 24. Mai 1896, einem Sonntag, wurde Clara Schumann, wie sie es gewünscht hatte, in Bonn auf dem Alten Friedhof in der Grabstätte von Robert Schumann beigesetzt.
Eine kleine Gedenktafel in der Myliusstraße 32 in Frankfurt am Main erinnert an Clara Schumanns letzte Wohn- und Wirkungsstätte.

## Als Virtuosin

### Ausbildung und erste Auftritte
Clara Wiecks Ausbildung zur Pianistin begann, als sie im Jahr 1824 im Alter von fünf Jahren endgültig in die Obhut ihres Vaters gelangte. Friedrich Wieck hatte sich nämlich bei der Trennung von Clara Wiecks Mutter ausbedungen, sie mit dem Erreichen des 5. Lebensjahres „zu besitzen“ – wie er selbst sich ausdrückte. Über den sofort begonnenen, methodisch fortschrittlichen Unterricht ist viel in den weitgehend vom Vater geführten Jugendtagebüchern Clara Wiecks und in Friedrich Wiecks 1853 veröffentlichter Schrift Clavier und Gesang. Didaktisches und Polemisches zu erfahren.
Ein zentrales Unterrichtsziel war neben der virtuosen Beherrschung der üblichen Klaviertechnik ein darüber hinausgehendes, gebundenes, gesangliches und „seelenvolles“ Spiel. Zunächst spielte Clara Wieck nach Gehör und erst 1825 auch systematisch nach Noten. Rasch erschloss sie sich teilweise allein zweihändige und vierhändige Stücke, die sie manchmal auswendig zu spielen lernte. Ab 1826 kam das Ensemble-Spiel hinzu. Das Vom-Blatt-Spielen übte sie vor allem vierhändig mit ihrem Vater oder mit Emilie Reichold. Konzert-, Theater- und Opernbesuche erweiterten ihren musischen Horizont. 1827 studierte sie mit Johann Nepomuk Hummels op. 73 erstmals ein Klavierkonzert ein. ;
Im Laufe des Jahres 1828 wurde Clara Wieck von ihrem Vater durch private Auftritte in Leipzig und in Dresden auf ihren ersten öffentlichen Auftritt vorbereitet, den sie am 20. Oktober desselben Jahres im Leipziger Gewandhaus als Gast in einem Konzert der Pianistin Caroline Perthaler hatte. Ihr erstes selbstständiges Konzert fand an demselben Ort mit Unterstützung des Gewandhausorchesters am 8. November 1830 statt. Das für das 19. Jahrhundert typische und deshalb hier in Einzelheiten vorgestellte, gemischte Programm wurde eingeleitet von der Ouvertüre zu Oberon von Carl Maria von Weber. Clara Wieck spielte das Rondo brillant für Pianoforte mit Orchester op. 101 von Friedrich Kalkbrenner, die Variations brillantes für Pianoforte solo op. 23 von Henri Herz und eines der Klaviere in Carl Czernys Quatuor concertant für 4 Pianoforte und Orchester op. 230. Bei den Gesangseinlagen begleitete sie unter anderem ein selbst komponiertes Lied. Den Abschluss bildeten ihre eigenen Variationen über ein Originalthema für Pianoforte solo.

### Aufbau einer internationalen Karriere (1831–1839)
Unter der Regie Friedrich Wiecks sorgten Konzertreisen dafür, dass Clara Wieck als Virtuosin im In- und Ausland bekannt und anerkannt wurde. Schließlich wurde sie als gleichberechtigt neben Pianisten wie Sigismund Thalberg, Adolph Henselt oder Franz Liszt genannt. Mit einher ging eine Ausweitung des Repertoires ihrer öffentlichen Konzerte um Werke von Komponisten, die bisher eher dem privaten oder halböffentlichen Musizieren vorbehalten waren, namentlich Werke von Domenico Scarlatti, Johann Sebastian Bach, Ludwig van Beethoven, Felix Mendelssohn Bartholdy und Robert Schumann. Mit dieser neuartigen Programmgestaltung setzte Clara Wieck neue Maßstäbe. Besonders die Auftritte in Wien in der Konzertsaison 1837/1838 führten zu beispiellosen Erfolgen und zum internationalen Durchbruch. Franz Grillparzer würdigte ihren Vortrag von Ludwig van Beethovens Klaviersonate Nr. 23 in f-Moll op. 57, der Appassionata, mit einem Gedicht, das rasch verbreitet und von Johann Vesque von Püttlingen vertont zur Berühmtheit der Achtzehnjährigen beitrug. Wien geriet in ein Clara-Wieck-Fieber. Kaiser Ferdinand I. bezeichnete sie als „Wundermädchen“ und ernannte sie zur kaiserlich königlichen Kammervirtuosin.

### Pianistin und Ehefrau (1840–1856)
Am 12. September 1840 heiratete Clara Robert Schumann in der Gedächtniskirche Leipzig-Schönefeld.
Die Tendenz, neben den publikumswirksamen Virtuosenstücken immer mehr ästhetisch höher stehende, artifizielle Werke ins Repertoire aufzunehmen, wurde nach ihrer Heirat weitergeführt. Clara Schumann wurde als „authentische“ Vertreterin der so genannten „romantischen Schule“ gesehen, die folgerichtig die zeitgenössische Musik von Frédéric Chopin, Adolph Henselt, Felix Mendelssohn Bartholdy und Robert Schumann bekannt machte.
Allerdings drängte Robert Schumann sie, weniger in der Öffentlichkeit aufzutreten, mehr ihren Hausfrauen- und Mutterpflichten nachzukommen und mehr selbst zu komponieren. Clara Schumanns Konzerteinnahmen waren aber viele Jahre nötig, um das Familieneinkommen zu sichern. Einen weiteren Aspekt schrieb sie 1842 an Robert Schumann gerichtet im Ehetagebuch nieder:

„[D]er Gedanke, Du sollst für Geld arbeiten, ist mir der Schrecklichste, denn dies kann Dich einmal nicht glüklich machen, und doch sehe ich keinen anderen Ausweg, wenn Du nicht mich auch arbeiten läßt, wenn Du mir alle Wege, etwas zu verdienen, abschneidest. Ich möchte ja aber gerne verdienen, um Dir ein nur Deiner Kunst geweihtes Leben zu schaffen; […]“

Lange Zeit musste Clara Schumann allerdings ihre Übe- und Studienzeiten drastisch einschränken, um Robert Schumann nicht beim Komponieren zu stören. Bereits in der zweiten und in der 20. Woche ihrer jungen Ehe schrieb Clara Schumann ins gemeinsame Tagebuch:

„Es ist schlimm, daß mich Robert in seinem Zimmer hört wenn ich spiele, daher ich auch die Morgenstunden, die schönsten zu einem ernsten Studium, nicht benutzen kann. […] Zum Spielen komme ich jetzt gar nicht; theils hält mich mein Unwohlsein, teils Robert’s Componieren ab. Wäre es doch nur möglich dem Übel mit den leichten Wänden abzuhelfen, ich verlerne Alles, und werde noch ganz melancholisch darüber.“

Die Konkurrenz zwischen Clara Schumann und Robert Schumann um ungestörte Übe- und Komponierzeiten bewirkte auch in der Folgezeit gegenseitige Verletzungen. Clara Schumann setzte ihre Lamenti wegen der wirtschaftlichen Situation ein, die das Konzertieren nötig machten, Robert Schumann seine oft aggressiven Kritiken an ihren Interpretationen, zumal in gesundheitlich kritischen Situationen.
Auf einigen Konzertreisen wurde Clara Schumann von ihrem Mann begleitet. Die gemeinsamen Tourneen nach Norddeutschland (1842), Russland (1844) und Wien (1846/47) brachten für sie meist große Erfolge und für den weniger beachteten Robert Schumann psychische Strapazen und Minderwertigkeitsgefühle. Dagegen verlief die Konzertreise durch Holland (1853) für beide überaus triumphal. Am 17. Januar 1854 schrieb Schumann dazu:

„In allen Städten wurden wir mit Freuden, ja mit vielen Ehren bewillkommnet. Ich habe mit Verwunderung gesehen, wie meine Musik in Holland beinahe heimischer ist, als im Vaterland.“

Während Roberts Schumanns Krankenhausbehandlung in Endenich konzertierte Clara Schumann nicht nur aus finanzieller Not, sondern auch, um ein selbstbestimmtes Leben führen zu können. Bereits im August 1854 trat sie in Ostende auf. Es folgten Konzerte in vielen deutschen Städten und in Holland, manchmal zusammen mit dem Geiger und Komponisten Joseph Joachim. Die große Konzerttournee nach London, Manchester, Liverpool und Dublin vom 18. April bis zum 6. Juli 1856 unternahm sie auf Anregung und Vermittlung von Joseph Joachim, der dabei und in den Folgejahren mit ihr in England insgesamt 162 Konzerte gab.

### Konzertpianistin und Klavierpädagogin (ab 1856)
Nach Robert Schumanns Tod entschied sich Clara Schumann dafür, ihr Leben und das ihrer Kinder aus den Erlösen ihrer öffentlichen Konzerte zu finanzieren. Hinzu kamen Honorare aus privatem Klavierunterricht und später auch aus ihrer Stellung als „Erste Klavierlehrerin“ an Dr. Hoch’s Konservatorium in Frankfurt am Main.
Zwischen 1856 und 1873 trat sie in verschiedensten Ländern auf. Insgesamt sind bis 1888 neunzehn Englandaufenthalte mit dem Schwerpunkt London zu verzeichnen. 1874 pausierte sie. Rheumatismus, Arthritis und Gehörprobleme machten ihr zu schaffen. 1875 konzertierte sie nur in Deutschland. Ab 1876 zog es sie vornehmlich nach London. 1888 war sie letztmals dort und verabschiedete sich von ihrem treuen Publikum mit Robert Schumanns Carnaval.
Ihr letzter öffentlicher Auftritt, ihr Abschiedskonzert, fand am 12. März 1891 in Frankfurt am Main statt. Darüber schrieb sie am 13. März an Lida Bendemann:

„Gestern habe ich eine große Freude gehabt! ich spielte trotz einer starken Erkältung in einer Trio-Soirée von Kwast mit diesem die Var. für 2 Claviere über ein Thema von Haydn von Brahms, die einen solchen Beifallssturm erregten, daß wir sie g a n z  w i e d e r h o l e n  m u ß t e n.“

Danach konzertierte sie nicht mehr, aber bis ins Todesjahr hinein unterrichtete sie und spielte selbst Klavier.
Überblickt man Clara Wieck-Schumanns Repertoire von 1828 bis 1891, zeigt sich ein Wandel vom hauptsächlich für den musikbegeisterten, eher naiven Laien konzipierten Virtuosenkonzert hin zu einem kanonisierten und standardisierten, auf Kompositionen der klassisch-romantischen Periode beruhenden Konzerttyp, der auf den an einem Bildungsideal orientierten Zuhörer zugeschnitten ist. Die prozentual am häufigsten gewählten Kompositionen – und zwar sowohl Solowerke fürs Klavier als auch Kammermusik, Konzerte und Lieder mit Beteiligung des Klaviers – stammten über die gesamte Konzerttätigkeit gesehen von Robert Schumann, Frédéric Chopin, Felix Mendelssohn Bartholdy und Ludwig van Beethoven. Mit geringerem Anteil sind Johann Sebastian Bach und Franz Schubert zu nennen. Diese Rangordnung zeigt Clara Schumanns maßgebliche Rolle bei der Entstehung eines modernen Konzertrepertoires, das auch die Duoabende mit Julius Stockhausen, Pauline Viardot-Garcia, Johannes Brahms und vor allem Joseph Joachim bestimmte. Auch Clara Schumanns Klavierunterricht entsprach dem. Er war zudem ausgerichtet auf werkgetreue Interpretationen, die dem im Notentext niedergelegten Willen des Komponisten entsprechen sollten, so wie sie selbst es bei ihren Auftritten anstrebte.
Clara Schumann am 15. Oktober 1868 in einem Brief an Johannes Brahms:

„[I]ch fühle mich berufen zur Reproduction schöner Werke, vor allem auch der Roberts, solange ich die Kraft habe und würde auch, ohne daß ich es unbedingt nötig hätte, reisen, nur nicht in so anstrengender Weise, wie ich es oft muß. Die Ausübung der Kunst ist ja ein großer Theil meines Ichs, es ist mir die Luft in der ich athme!“

## Als Komponistin

### Komponieren für die Karriere als Pianistin
Auf Anweisung von Friedrich Wieck bekam Clara Schumann schon als Kind neben dem Klavierunterricht, den ihr der Vater erteilte und zu dem auch Improvisationsübungen gehörten, ab März 1830 Theorie- und Kontrapunktunterricht bei dem Thomaskantor Christian Theodor Weinlig und ab Juni 1832 Kompositionsunterricht bei dem Kapellmeister Heinrich Dorn. Violinunterricht und Übungen im Partiturspiel sowie im Jahr 1834 Unterricht im Instrumentieren bei Carl Gottlieb Reißiger und Gesangsstunden bei Johann Aloys Miksch kamen hinzu. Diese vielfältige Ausbildung verschaffte Clara Wieck alle nötigen Grundlagen für das eigene Komponieren und befähigte sie, bereits als junges Mädchen mit ihren 1831 gedruckten Quatre Polonaises pour le Pianoforte op. 1 in Anlehnung an bekannte Muster als Komponistin an die Öffentlichkeit zu treten.
Dieses erste Werk und auch die folgenden Opera 2 bis 10 sowie einige verschollene Kompositionen dienten vornehmlich dem eigenen Vortrag in öffentlichen und halböffentlichen Auftritten. Vor allem op. 3 und opp. 7 bis 10 sind geprägt von den fortschreitenden virtuosen Möglichkeiten der Pianistin und lehnen sich an die Literatur ihrer Zeit an. Hervorstechende Merkmale in dieser ersten Kompositionsphase sind eine farbige, an Dissonanzen reiche Harmonik, eine variable Behandlung von Metrik und Rhythmik sowie besonders in op. 5 und 6 die Vielfalt der Gattungen und Satztypen, die sich teilweise an Werken des von beiden Opera begeisterten Frédéric Chopin orientieren. Auch Werke von Louis Spohr, Carl Maria von Weber und Felix Mendelssohn Bartholdy dienten ihr in dieser Zeit als Vorbilder. Bereits in einigen ihrer frühen Werke hielt die Komponistin durch wechselseitige Zitate und Übernahmen von Themen und Motiven musikalische Zwiesprache mit Robert Schumann.
Zur damaligen Zeit empfand man Kompositionen von einer Frau noch als ungewöhnlich. In einer Besprechung von Clara Wiecks Klavierkonzert a-Moll op. 7, komponiert im Alter von 14 bis 15 Jahren, schrieb der Musikkritiker Carl Ferdinand Becker, der dieses Konzert als „sehr vorzüglich“ bezeichnete:

„[H]ier wird man auf eine eigne Art überrascht, denn der Laie, der Kenner und der Virtuos wird auf gleiche Weise von dem Werke angezogen und fände sich nicht auf dem Titel der Name der Componistin oder hörte man das Werk, ohne den Schöpfer zu kennen, nie würde man dem Gedanken Raum geben, es sei von einer Dame geschrieben.“

Dennoch könne von einer „Recension keine Rede sein. – […] Weil wir es mit dem Werk einer Dame zu thun haben.“ Anschließend nannte Becker aber doch einige Besonderheiten wie die außergewöhnlichen harmonischen Zusammenhänge und unterschiedlichen Längen der drei Sätze.
Der Musikschriftsteller August Gathy dagegen hielt die junge Komponistin in demselben Jahr ohne Einschränkungen zugehörig zur „Romantischen Schule“, die er – von Ludwig van Beethoven ausgehend – besonders durch Frédéric Chopin und Robert Schumann vertreten sah.

### In erstrebter Künstlergemeinschaft mit Robert Schumann
Ab den Romanzen für Klavier op. 11, die in der Verlobungszeit im regen Gedankenaustausch mit Robert Schumann entstanden, änderte sich die Zielrichtung des Komponierens. Zwar waren manche Klavierwerke und Werke mit der Beteiligung des Klaviers weiterhin für den eigenen Vortrag vorgesehen, folgten aber jetzt einer von Robert Schumann und Felix Mendelssohn Bartholdy beeinflussten Ästhetik. Die Virtuosität wurde Nebensache, dagegen dominierte eine ausdrucksstarke, romantisch geprägte, vielstimmige Setzweise.
Robert Schumann sah Clara bereits in der Verlobungszeit und auch nach der Eheschließung als gleichberechtigte Komponistin an. Am 18. Juni 1839 schrieb er im Hinblick auf die erhoffte Ehegemeinschaft an sie:

„Wir geben dann auch Manches unter unseren beiden Namen heraus, die Nachwelt soll uns ganz wie ein Herz und eine Seele betrachten und nicht erfahren, was von dir, was von mir ist.“

Am 10. Juli 1839 nahm er Bezug auf die Romanze g-Moll aus dem 1840 veröffentlichten op. 11:

„An Deiner Romanze hab’ ich nun abermals von Neuem gehört, daß wir Mann und Frau werden müssen. Du vervollständigst mich als Componisten, wie ich Dich. Jeder Deiner Gedanken kommt aus meiner Seele, wie ich ja meine ganze Musik Dir zu verdanken habe.“

Im vom Ehepaar ab dem Hochzeitstag geführten Ehetagebuch konkretisierte Robert Schumann seine ideale Vorstellung einer von gegenseitiger Achtung getragenen Lebens- und Schaffensgemeinschaft:

„Eine Zierde unsres Tagebüchelchens soll wie gesagt die Kritik unserer künstlerischen Leistungen werden; z. B. kömmt genau hinein, was Du vorzüglich studirt, was Du componirt, was Du Neues kennen gelernt hast und was Du davon denkst; dasselbe findet bei mir Statt.“

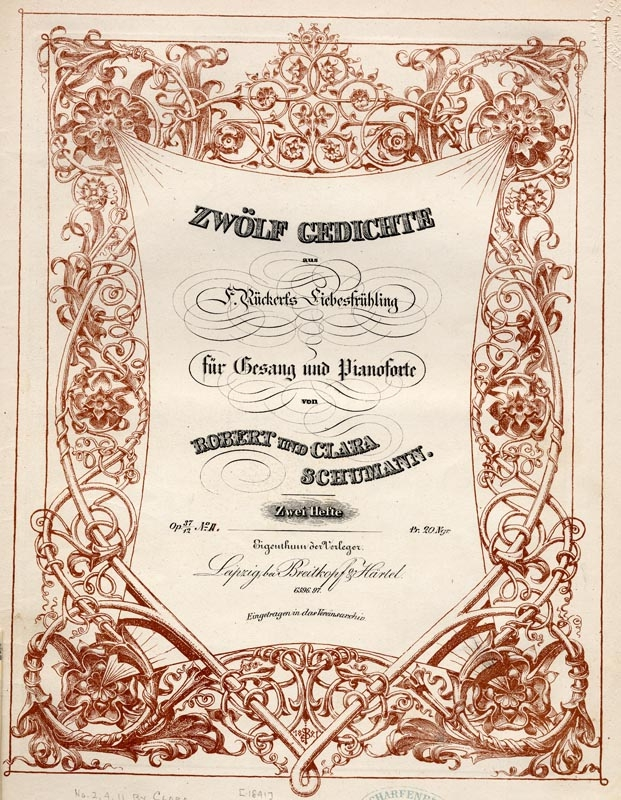
Robert und Clara Schumann:
Zwölf Gedichte aus Rückert’s Liebesfrühling für Gesang und Pianoforte Op. (1841), Titelblatt

Im ersten Jahr der Ehe lenkte Robert Schumann das Interesse seiner Frau auf die Komposition von Liedern. Drei ihrer Lieder, die er für besonders gelungen hielt, gab er 1841 zusammen mit eigenen Liedern als gemeinsames Opus heraus, ohne dass dabei die Autorschaft der einzelnen Lieder offenbart wurde. Die Nummern 2, 4 und 11 der zwölf Lieder nach Texten aus Friedrich Rückerts Liebesfrühling stammen von Clara Schumann.
Doch Clara Schumanns Hausfrauen- und Mutterpflichten erwiesen sich als Hemmnis fürs Komponieren. Am 17. Februar 1843 hielt Robert Schumann im Ehetagebuch sein Bedauern darüber fest:

„Klara hat eine Reihe von kleineren Stücken geschrieben, in der Erfindung so zart und musikreich, wie’s ihr früher noch nicht gelungen. Aber Kinder haben und einen imer phantasierenden Mann, und componiren geht nicht zusamen. Es fehlt ihr die anhaltende Uebung, und dies rührt mich oft, da so mancher innige Gedanke verloren geht, den sie nicht auszuführen vermag.“

Immer wieder war es Robert Schumann, der seine Frau zum Komponieren animierte, so auch in der Zeit gemeinsamer Kontrapunktstudien. Clara Schumanns 1845 veröffentlichte Drei Präludien und Fugen op. 16 waren ein Resultat davon. Doch der stets anstehende Vergleich ihrer Möglichkeiten mit der Schaffenskraft und Genialität Robert Schumanns bewirkte bei Clara Schumann ernste Selbstzweifel in Bezug auf die Resultate ihres Komponierens. Über ihr von ihr selbst erfolgreich aufgeführtes und von der zeitgenössischen Kritik insgesamt positiv beurteiltes Klaviertrio op. 17 von 1846 schrieb sie selbstkritisch in ihr Tagebuch :

„Es sind einige hübsche Stellen in dem Trio, und wie ich glaube, ist es auch in der Form ziemlich gelungen, natürlich bleibt es immer Frauenzimmerarbeit, bei denen es immer an der Kraft, und hie und da an der Erfindung fehlt.“

In eine Schaffenskrise geriet Clara Schumann 1847. Ein im Entwurf Robert Schumann zum Geburtstag geschenktes Concerto für Klavier und Orchester bricht im 176. Takt ab und ist von ihr nie vollendet worden. Von Robert Schumanns Reaktion darauf ist lediglich überliefert, dass ihm manches daraus „sehr wohl gefiel“. Möglicherweise wurden die nicht besetzten Opuszahlen 18 und 19 für dieses Konzert und für die 1841/42 komponierte, aber nicht veröffentlichte Klaviersonate g-Moll vorgesehen.

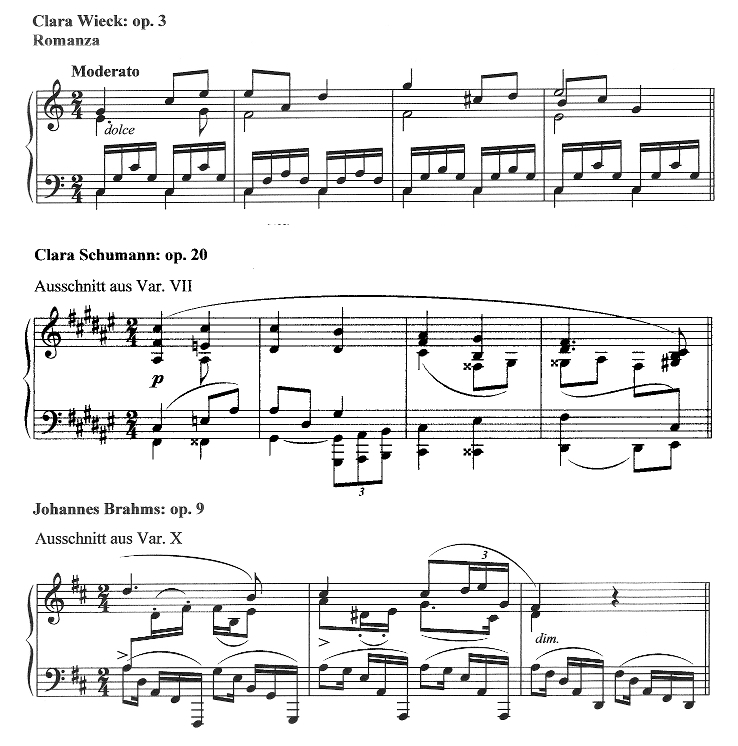
Zitat des Themas aus Clara Wiecks op. 3 in Clara Wiecks op. 20 und Johannes Brahms’ op. 9

Erst 1853 knüpfte Clara Schumann mit den Variationen über ein Thema Robert Schumanns op. 20 („in der Form der Mendelssohn’schen Op. 82 und 83“) an die bisher veröffentlichten Klavierwerke an. Davon angeregt komponierte Johannes Brahms seine Variationen op. 9 über dasselbe Thema. Darin und in Clara Schumanns Druckfassung von op. 20 wird das Thema von Claras Romance varié Pour le Piano op. 3 zitiert.
Es folgten die Johannes Brahms gewidmeten Romanzen für Klavier op. 21, deren zweite Romanze den Anfang von Robert Schumanns Wiegenliedchen aus op. 124 aufgreift, und die Joseph Joachim gewidmeten Romanzen für Violine und Klavier op. 22 sowie die in wenigen Tagen komponierten Sechs Lieder aus Jucunde von Hermann Rollett op. 23. Dazu schrieb sie am 10. Juni 1853 in ihr Tagebuch:
„Es macht mir großes Vergnügen das Komponieren“ und ergänzte am 22. Juni: „ich habe heute das sechste Lied von Rollett komponiert und somit ein Heft Lieder beisammen, die mir Freude machen und schöne Stunden verschafft haben […] Es geht doch nichts über das S e l b s t p r o d u z i e r e n, und wäre es nur, daß man es täte, um diese Stunden des Selbstvergessens, wo man nur noch in Tönen atmet“
In einem Brief vom 16. August 1853 an Marie Wieck schrieb sie über diese Kompositionen aus dem Jahr 1853:

„[…] sie sind mir zu meiner großen Freude alle so gut gelungen, daß Robert nichts daran zu ändern wußte, und so hat man mit dem älter werden doch auch manche Freuden, die eben nur ein reiferes Denken und Fühlen mit sich bringt.“

### Nach Robert Schumanns Tod (29. Juli 1856)
Mit Robert Schumanns Tod 1856 brach Clara Schumanns familiäres Lebenskonzept ein, und sie verstummte als Komponistin fast völlig. Ein später Nachklang ist eine zu ihren Lebzeiten unveröffentlichte Romanze in h-Moll für Klavier, die den Vermerk „Weihnachten 1856; Liebendes Gedenken! Clara“ trägt. Danach wendete sich Clara Schumann ganz dem Konzertieren und Unterrichten zu. Nur noch einige Kadenzen zu Klavierkonzerten Wolfgang Amadé Mozarts und Ludwig van Beethovens sowie einige Präludien und die Gelegenheitskomposition eines Marsches entstanden.

### Vergessen und Neuentdeckung der Komponistin
Nach Clara Schumanns Tod verlor sich das Interesse an ihren Kompositionen. Im Gedächtnis der Nachwelt blieb sie als große Pianistin und Vermittlerin der Kompositionen Robert Schumanns. Seit den 1960er Jahren wurde sie als Komponistin wiederentdeckt. Seitdem wurden nach und nach nahezu alle überlieferten Kompositionen Clara Wiecks/Schumanns in modernen Noten-Editionen oder als Digitalisate von Handschriften und Drucken greifbar und sind Gegenstand der Musikwissenschaft. Sie werden im Konzert sowie auf Tonträgern und in Videos dargeboten.

## Als Herausgeberin
Seit ihrer Heirat beteiligte sich Clara Schumann an den Vorarbeiten für die Veröffentlichung ihrer Werke und der Werke Robert Schumanns. Sie kannte also in Grundzügen die Aufgaben, die eine Herausgeberin beherrschen musste. Das kam ihr zunächst bei den Veröffentlichungen von eigenen Kompositionen zugute, die sie während Robert Schumanns Zeit in einer Anstalt in Endenich und nach seinem Tod geschaffen hatte.
Die erste Veröffentlichung von Werken Robert Schumanns mit Clara Schumann als Bearbeiterin und Herausgeberin waren die
- 30 Mélodies de Robert Schumann transcrites pour piano par Clara Schumann. Paris, Maison Flaxland, Durand, Schoenewerk & Co. (um 1873/74).

Mit dieser zuerst in Frankreich erschienenen Ausgabe ihrer Transkriptionen von Liedern und Gesängen Robert Schumanns für Klavier folgte Clara Schumann Franz Liszt, der bereits 1848 Robert Schumanns Widmung als Liebeslied und 1872 die Frühlingsnacht als virtuos aufbereitete Klavierstücke veröffentlicht hatte. Clara Schumann, deren 30 Mélodies de Robert Schumann 1886 auch in Deutschland als Dreissig Lieder und Gesänge von Robert Schumann. Für Clavier übertragen von Clara Schumann bei Ries & Erler in Berlin aufgelegt wurden, begnügte sich bei den 30 Mélodies wie auch Franz Liszt in seinem 1872 erschienenen Album Lieder von Robert und Clara Schumann mit einem „integrativen Typus“, bei dem sie die Singstimme und die Klavierbegleitung zusammenzog und damit sehr nahe am Original blieb. In ihrem Tagebuch beschrieb sie ihr Vorgehen: 

„Ich ging davon aus, dieselben so spielbar wie möglich zu machen (freilich gute Dilettanten gehören immer dazu) und dabei den Intentionen des Componisten so getreu zu bleiben, wie nur möglich, besonders auch in der Klangfarbe.“

Die beiden großen Veröffentlichungen von Werken Robert Schumanns, bei denen Clara Schumann als Herausgeberin fungierte, verfolgten zweierlei Anliegen: In Robert Schumanns Werke (1879–1887, Ergänzungsband 1893) sollte das Gesamtwerk in authentischer Lesart dargestellt werden; mit Robert Schumann, Klavierwerke. Erste mit Fingersätzen und Vortragsbezeichnungen versehene instruktive Ausgabe (1886) dagegen wollte Clara Schumann für die Praxis geeignete, von ihr bearbeitete Versionen anbieten. Beide Editionen erschienen im Verlag Breitkopf & Härtel. Pädagogische Überlegungen lagen auch der Herausgabe von Fingerübungen und Studien aus Czerny (1880) zugrunde.
Der Verlag Breitkopf & Härtel sicherte sich die Rechte und Clara Schumanns Herausgeberschaft des Gesamtwerkes von Robert Schumann. Nach dem von ihr verantworteten Sammelband
- Domenico Scarlatti: 20 ausgewählte Sonaten für Pianoforte. Breitkopf & Härtel, Leipzig 1884,

und der Mitwirkung bei der Veröffentlichung der Chopin- und der Mendelssohn-Ausgabe wurde Clara Schumann von Breitkopf & Härtel als kompetent angesehen.
Schon bei der Planung der Werke-Ausgabe
- Clara Schumann, Johannes Brahms u. a. [Hrsg]: Robert Schumanns Werke. Breitkopf & Härtel, Leipzig 1879–1887, Ergänzungsband 1893,

zog Clara Schumann Johannes Brahms hinzu und während der Editionsarbeit auch Joseph Joachim, Heinrich von Herzogenberg, Philipp Spitta, Hermann Levi, Julius Otto Grimm, Ernst Rudorff, Franz Wüllner, Ernst Franck, Woldemar Bargiel und Alfred Volckland, deren Namen aber in der Werke-Ausgabe nicht aufgeführt wurden. Sie selbst konzentrierte sich vor allem auf die Klavierwerke Robert Schumanns.
Clara Schumann und Johannes Brahms strebten „eine möglichst correcte, auf die Originalhandschriften und die ältesten Drucke gestützte, mit Angabe der verschiedenen Lesarten versehene Ausgabe“ an. Ein Streitpunkt zwischen Clara Schumann und Brahms war, welche Werke in welchen Fassungen aufgenommen werden sollten und welche nicht. Clara Schumann hielt einige zurück, aus Sorge, sie trügen durch Schumanns Krankheit entstandene Mängel in sich. Das Violinkonzert, die Violinsonate a-Moll bzw. die Schumann’schen Sätze in der F.A.E.-Sonate und die Klavierbegleitungen zu Paganinis Capricen wurden nicht ediert, blieben aber erhalten. Clara vernichtete 1893 die zurückgehaltenen Violoncello-Romanzen von 1853. Sie wollte nur Werke von Robert Schumann herausgeben, die sie für Meisterwerke hielt. Brahms dagegen hatte ein eher historisch ausgerichtetes Konzept im Sinn. Weitere, schließlich aber überwundene Differenzen zwischen Clara Schumann und Brahms führten 1891 und 1892 fast zum Bruch der Freundschaft. Schließlich übergab Clara Schumann Brahms aber die Herausgabe des Supplement-Bandes.
Insgesamt gesehen wichen die Maximen für diese Werke-Ausgabe von denen moderner Ausgaben des 20. und 21. Jahrhunderts ab. So fehlen jegliche kritische Kommentare und die Darstellung der Kriterien bei der Auswahl von Werken und deren Fassungen. Die Verlagsleitung von Breitkopf & Härtel vertraute ganz auf Clara Schumanns Autorität – auch aus finanziellen Gründen.
- Robert Schumann: Klavierwerke. Erste mit Fingersätzen und Vortragsbezeichnungen versehene instruktive Ausgabe. Nach den Handschriften und persönlicher Überlieferung herausgegeben von Clara Schumann. Breitkopf & Härtel, Leipzig ab 1886, (in sechs Bänden).

Mit dieser hauptsächlich für Studierende gedachten instruktiven Ausgabe wollte Clara Schumann über den tradierten Notentext der Werke-Ausgabe hinaus ihr Wissen und ihre Erfahrungen vermitteln, die es ermöglichen sollten, die Klavierwerke im Sinne Robert Schumanns zu interpretieren. Sie fügte z. B. Fingersätze, Pedalangaben, Metronom-Angaben, Phrasierungen und verschiedene Vortragsbezeichnungen hinzu. Dabei ließ sie sich von Brahms und ihrer Tochter Marie Schumann sowie von weiteren Freunden beraten.
Nach Clara Schumanns Tod übergab der Verlag die Betreuung von Neuauflagen an Carl Reinecke, der nicht gekennzeichnete Änderungen vornahm. 1925 wurde die Ausgabe von Wilhelm Kempff „neu durchgesehen“ und verblieb in dieser Gestalt im Angebot des Verlages. Wie in der ursprünglichen Fassung Clara Schumanns fehlt auch hier ein kritischer Apparat.
- Fingerübungen und Studien aus Czerny (1880)

Diese Veröffentlichung erschien bei August Cranz in Hamburg unter Clara Schumanns Namen, obwohl ihre Tochter Marie Schumann und Johannes Brahms die Editionsarbeiten geleistet hatten. Ausgewählt wurden von ihnen Übungen und Studien Carl Czernys, die Clara Schumann bis dahin in ihrem Unterricht verwendet hatte.
Außer Kompositionen Robert Schumanns gab Clara Schumann bei Breitkopf & Härtel 1886 auch ausgewählte Jugendbriefe von Robert Schumann heraus.
- Clara Schumann (Hrsg.): Jugendbriefe von Robert Schumann. Nach den Originalen mitgeteilt. Breitkopf & Härtel, Leipzig 1885.

Im Mai 1885 begann Clara Schumann, unterstützt von Marie Schumann und Heinrich von Herzogenberg, die Briefauswahl zusammenzustellen. Sie erfasste dabei Briefe aus dem Zeitraum von 1827 bis 1840. Im Vorwort erläuterte Clara Schumann die Zielrichtung und die Kriterien ihrer Auswahl: Sie wollte denen, die in Robert Schumann den Künstler ehren und lieben, auch den Menschen näher bringen. Wo es ihr richtig erschien, kürzte sie den Text oder ließ in ihren Augen Ungeeignetes aus. Bei Briefen, die sie aus Robert Schumanns Konzeptbuch entnahm, wies sie darauf hin, dass sie nicht wisse, ob diese Briefe tatsächlich abgeschickt worden seien. Einige erklärende Notizen fügte sie an manchen Stellen hinzu, wenn sie zum Erfassen des Briefinhalts nötig erschienen. Die Jugendbriefe erlebten mehrere Auflagen und wurden umgehend als Early Letters ins Englische übersetzt.

## Liebesehe und Kinder

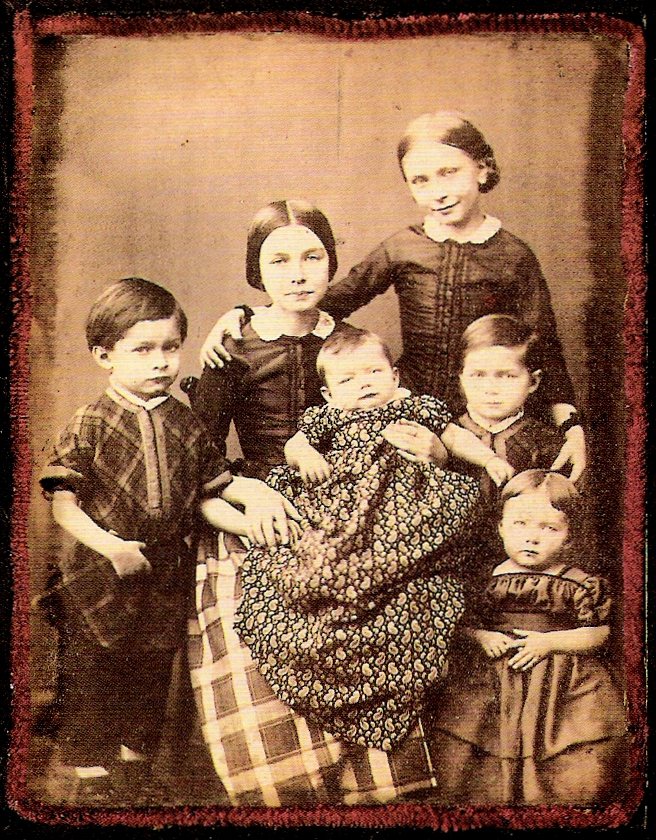
Clara und Robert Schumanns Kinder 1854, Ambrotypie von Wilhelm Severin.
Von links: Ludwig, Marie, Felix, Elise, Ferdinand und Eugenie. Julie fehlt auf der Fotografie. Emil war schon 1847 gestorben.

Die von allen verwandtschaftlichen Bindungen freie, generationenunabhängige Ehe Clara und Robert Schumanns gründete auf einer sich ergänzenden, künstlerischen Gemeinschaft und vor allem auf einer als unverbrüchlich angesehenen Liebe, die beiden Ehepartnern Sicherheit und – nach Nancy B. Reich – auch sexuelle Erfüllung bot. Als Zeugnisse von Letzterem gelten Andeutungen Clara Schumanns im Ehetagebuch und an den Rand geschriebene Zeichen Robert Schumanns in den Haushaltsbüchern ab Mai 1847, mit denen sexuelle Kontakte der Ehepartner registriert wurden. Als Angehörige des „geheimen Eheordens“ zählten nach Robert Schumanns Ansicht außer den Eltern als wesentlicher Bestandteil nur die Kinder, die er als „Glückspfand der Liebe“ bezeichnete. Clara Schumann unterschrieb die dahingehenden Vereinbarungen im Ehetagebuch mit „Dein Dir von ganzer Seele ergebenes Weib Clara“. Im Laufe der Ehe empfand sie die Schwangerschaften und Geburten zunächst als beglückend, später jedoch als immer beschwerlicher und belastend für ihre Karriere.
Clara Schumann und Robert Schumann hatten acht Kinder. Dazu kam eine Fehlgeburt. Clara erlebte den Tod von vier ihrer Kinder.
- Marie, * 1. September 1841 in Leipzig; † 14. November 1929 in Interlaken
- Elise, * 25. April 1843 in Leipzig; † 1. Juli 1928 in Haarlem
- Julie, * 11. März 1845 in Dresden; † 10. November 1872 in Paris
- Emil, * 8. Februar 1846 in Dresden; † 22. Juni 1847 in Dresden
- Ludwig, * 20. Januar 1848 in Dresden; † 9. Januar 1899 in Colditz
- Ferdinand, * 16. Juli 1849 in Dresden; † 6. Juni 1891 in Gera
- Eugenie; * 1. Dezember 1851 in Düsseldorf; † 25. September 1938 in Bern
- Fehlgeburt am 9. September 1852 in Scheveningen
- Felix, * 11. Juni 1854 in Düsseldorf; † 16. Februar 1879 in Frankfurt am Main

Siehe auch: Robert Schumanns Familie – Kinder

## Werkverzeichnis

### Werke mit Opuszahl
- Op. 1 – Quatre Polonaises pour le Pianoforte (1829/1830) – Leipzig: Hofmeister 1831
- Op. 2 – Caprices en forme de Valse Pour le Piano op. 2, gewidmet Henriette Foerster geb. Weicke (1831/1832) – Leipzig: Hofmeister 1832
- Op. 3 – Romance varié Pour le Piano (1831–1833) – Leipzig: Hofmeister 1833
- Op. 4 – Valses romantiques pour le Pianoforte, gewidmet Emma Eggers geb. Garlichs (1835) – Leipzig: Whistling 1835
  - Orchesterfassung (1836, verschollen)
- Op. 5 – Quatre Pièces caractéristiques pour Pianoforte, gewidmet Sophie Kaskel (1833–1836) – Leipzig: Whistling 1836
- Op. 6 – Soirées musicales für Klavier, gewidmet Henriette Voigt (1834–1836) – Leipzig: Hofmeister 1836
- Op. 7 – Konzert für Klavier und Orchester a-Moll, gewidmet Louis Spohr (1833–1835) – Leipzig: Hofmeister 1837
- Op. 8 – Variations de Concert pour le Piano-forte sur la Cavatine du Pirate de Bellini, gewidmet Adolf Henselt (1837) – Wien: Haslinger 1837
- Op. 9 – Souvenir de Vienne. Impromptu pour le Pianoforte (1838) – Wien: Diabelli 1838
- Op. 10 – Scherzo d-Moll für Klavier (1838) – Leipzig: Breitkopf & Härtel 1838
- Op. 11 – Trois Romances für Klavier, gewidmet Robert Schumann (1838/39) – Wien: Mechetti 1840
- Op. 12 – Zwölf Gedichte aus Friedrich Rückert's „Liebesfrühling“ für Gesang und Pianoforte von Robert und Clara Schumann (Lieder Nr. 2, 4 und 11 von Clara, gleichzeitig in Robert Schumanns op. 37) (1841) – Leipzig: Breitkopf & Härtel 1841
- Op. 13 – Sechs Lieder mit Begleitung des Pianoforte, gewidmet Königin Caroline von Dänemark (1840–1842) – Leipzig: Breitkopf & Härtel ca. 1843
- Op. 14 – Scherzo c-Moll für Klavier, gewidmet Peppina Tutein geb. Siboni (1841) – Leipzig: Breitkopf & Härtel 1845
- Op. 15 – Quatre Pièces fugitives für Klavier, gewidmet Marie Wieck (1840–1844?) – Leipzig: Breitkopf & Härtel 1845
- Op. 16 – Drei Präludien und Fugen für Klavier (1845) – Leipzig: Breitkopf & Härtel 1845
- Op. 17 – Trio für Pianoforte, Violine und Violoncello, g-Moll (1846) – Leipzig: Breitkopf & Härtel 1847
- Op. 18 – fehlt
- Op. 19 – fehlt
- Op. 20 – Variationen für das Pianoforte über ein Thema von Robert Schumann IHM gewidmet (1853) – Leipzig: Breitkopf & Härtel 1854
- Op. 21 – Drei Romanzen für Klavier, gewidmet Johannes Brahms (1853/55) – Leipzig: Breitkopf & Härtel 1855
- Op. 22 – Drei Romanzen für Violine und Klavier, gewidmet Joseph Joachim (1853/1855) – Leipzig: Breitkopf & Härtel 1856
- Op. 23 – Sechs Lieder aus Jucunde von Hermann Rollett für eine Singstimme mit Begleitung des Pianoforte, gewidmet Livia Frege (1853) – Leipzig: Breitkopf & Härtel 1856

### Werke ohne Opuszahl
(Teilweise nicht veröffentlicht)
- Walzer (1828, verschollen)
- Variationen über ein Originalthema für Klavier (1830, verschollen)
- Etüde As-Dur für Klavier (1830)
- Variationen über ein Tyroler Lied für Klavier (1830, verschollen)
- Phantasie-Variationen über eine Romanze von Friedrich Wieck für Klavier (1831, verschollen)
- Lied Der Wanderer (1831)
- Lied Der Traum (1831, verschollen)
- Lied Alte Heimath (1831, verschollen)
- Lied Der Wanderer in der Sägemühle (1832, auch Friedrich Wieck zugeschrieben)
- Lied Walzer (1833?)
- An Alexis für Klavier (1832/33, verschollen)
- Rondo h-Moll für Klavier (1833, verschollen)
- Scherzo für Orchester (1833, verschollen)
- Ouverture für Orchester (1833, verschollen)
- Lied Der Abendstern (undatiert, vielleicht 1833/1834)
- Elfentanz für Klavier (1834, verschollen)
- Variationen über ein Thema aus Hans Heiling (1834, verschollen)
- Drei Impromptus (1835, verschollen)
- Scherzi (1835, verschollen)
- Bravour-Variationen über das Thema der G-Dur Mazurka op. 6., Nr. 5 (1836, verschollen)
- Albumblatt über Ein feste Burg ist unser Gott (1838)
- Andante und Allegro für Klavier (1839); frühe Fassung von op. 11 Nr. 2
- Lied Am Strande (1840)
- Lied Ihr Bildnis (1840)
- Lied Volkslied „Es fiel ein Reif in der Frühlingsnacht“ (1840)
- Lied Die gute Nacht, die ich dir sage (1841)
- Sonate für Klavier g-Moll (1841/1842)
- Lied Loreley (1843)
- Lied Oh weh des Scheidens, das er tat (1843)
- Impromptu E-dur für Klavier (1843/44, Erstdruck 1885 in Album de Gaulois)
- 3 4st. Fugen nach Themen von J. S. Bach aus dem 2. Teil des Wohltemperierten Klaviers (in Partitur und mit alten Schlüsseln)
- Präludium f-Moll (1845)
- Praeludium und Fuga a 4 Voci fis-Moll (1845)
- Lied Mein Stern (1846)
- Lied Beim Abschied (1846)
- Concerto f-Moll für Klavier und Orchester (1847, 1. Satz: fragmentarisches Particell)
- Drei gemischte Chöre (Abendfeier in Venedig; Vorwärts; Gondoliera) (1848, komponiert zu Robert Schumanns 38. Geburtstag)
- Lied Das Veilchen (1853)
- Romanze a-Moll für Klavier (1853, ursprünglich als op. 21/1 vorgesehen)
- Romanze h-Moll für Klavier (Weihnachten 1856; Liebendes Gedenken! Clara)
- Marsch Es-Dur für Klavier (1879 zweihändig; 1879 vierhändig, Orchesterfassung von Julius Otto Grimm 1888)
- 11 Präludien, darunter 4 zu Klavierstücken von Robert Schumann (op. 12, Nr. 1 und Nr. 2; 3. Satz der Klaviersonate op. 14; op. 124, Nr. 16)
- 7 Präludien und Einfache Praeludien für Schüler (1895)

### Bearbeitungen und Kadenzen
Werke von Robert Schumann
Eigenständig:
- Genoveva op. 81, Klavierauszug (1851)
- Klavierquintett op. 44 für Klavier zu 4 Händen (nach einer Vorlage von Johannes Brahms, 1857)
- 30 Mélodies de Robert Schumann transcrites pour Piano, Paris, Maison Flaxland, Durand, Schoenewerk & Co. (1873)
- 11 weitere Lieder für Klavier zu 2 Händen (1873)
- Drei (Autograph) bzw. vier Skizzen für den Pedalflügel aus op. 56 und op. 58 für Klavier zu 2 Händen (1895)

Zusammen mit Robert Schumann:
- 1. Symphonie B-Dur op. 38 für Klavier zu 4 Händen (1842)
- Das Paradies und die Peri op. 50, Klavierauszug (1843/44)
- 2. Symphonie C-Dur op. 61 für Klavier zu 4 Händen (1847)
- Scenen aus Göthe's Faust, Klavierauszug (1847/48)

Werke von Johannes Brahms
- Menuett I/II G-Dur aus op 11 für Klavier zu 2 Händen(1860?)
- Serenade Nr. 2 A-Dur op. 16 für Klavier zu 2 Händen(1860?)
- Thema von J. B.; Anfang des 4. Satzes des Streichquartetts op. 67 (Poco Allegretto con Variationi) für Klavier zu 2 Händen (1875)

Aus einem vierhändigen Werk von William Sterndale Benett
- Andante cantabile aus Three Diversions op. 17, Nr. 2 für Klavier zu 2 Händen

Kadenzen
- 2 Kadenzen zu Ludwig van Beethovens Klavierkonzert Nr. 4 G-Dur op. 58 (1846)
- Kadenz zu Ludwig van Beethovens Klavierkonzert Nr. 3 c-Moll op. 37 (1968)
- 2 Kadenzen zu Wolfgang Amadeus Mozarts Klavierkonzert d-Moll KV 466 (1891 veröffentlicht)

### Editionen
Veröffentlicht bei Breitkopf & Härtel, Leipzig:
- Domenico Scarlatti: 20 ausgewählte Sonaten für Pianoforte (1884)
- Robert Schumanns Werke (1881–1893, mit Johannes Brahms und anderen)
- Jugendbriefe von Robert Schumann. Nach den Originalen mitgeteilt (1885)
- Robert Schumann: Klavierwerke. Erste mit Fingersätzen und Vortragsbezeichnungen versehene instruktive Ausgabe. Nach den Handschriften und persönlicher Überlieferung herausgegeben von Clara Schumann (ab 1886).
- Frédéric Chopin, Werke. Mitarbeit an frühen und den späten Editionen des Verlages. Auf eigenen Wunsch wurde Clara Schumann nicht als Herausgeberin genannt.[189][190]

Zusammen mit Marie Schumann und Johannes Brahms bearbeitet und unter Clara Schumanns Namen veröffentlicht bei Cranz, Hamburg:
- Fingerübungen und Studien aus Czerny. (1880)

## Briefe und Tagebücher (Auswahl)

### Briefe
- „Mein liebes Julchen“. Briefe von Clara Schumann an ihre Enkeltochter Julie Schumann, hrsg. von Dietz-Rüdiger Moser, München 1990.
- „Das Band der ewigen Liebe“. Clara Schumanns Briefwechsel mit Emilie und Elise List, hrsg. von Eugen Wendler, Metzler, Stuttgart / Weimar 1996, ISBN 3-476-01453-3.
- Clara Schumanns Briefe an Theodor Kirchner, hrsg. von Renate Hofmann, Tutzing 1997.
- „…dass Gott mir ein Talent geschenkt“. Clara Schumanns Briefe an Hermann Härtel und Richard und Helene Schöne, hrsg. von Monica Steegmann, Zürich / Mainz 1997.
- Schumann-Briefedition. Wissenschaftliche Gesamtausgabe der Briefe von Clara und Robert Schumann. Dohr, Köln 2008–2025.[191]

### Tagebücher
- Das Berliner Blumentagebuch der Clara Schumann, 1857–1859, hrsg. von Renate Hofmann und Harry Schmidt, Wiesbaden 1991.
- Robert und Clara Schumann, Ehetagebücher, hrsg. von Gerd Nauhaus und Ingrid Bodsch, Stroemfeld, Bonn / Frankfurt a. M. 2007, ISBN 3-86600-002-2.
- Blumenbuch für Robert ; 1854-1856, hrsg. von Gerd Nauhaus, Ingrid Bodsch u. a., Stroemfeld: Frankfurt am Main, Basel, 2. Auflage 2016. ISBN 978-3-86600-258-6.
- Clara Schumann, Jugendtagebücher 1827–1840, hrsg. von Gerd Nauhaus und Nancy B. Reich, Olms, Hildesheim 2019, ISBN 978-3-487-08621-7.

## Ikonografie

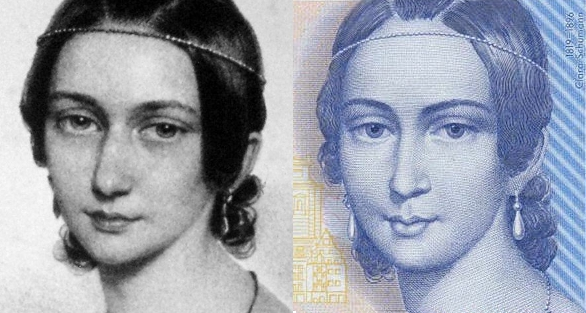
Vergleich eines Ausschnitts aus der Lithografie von Andreas Staub und der Darstellung Clara Schumanns auf dem 100-DM-Schein

Es gibt zahlreiche Abbildungen von Clara Schumann. In Deutschland allgemein bekannt wurden die Darstellungen auf einer deutschen Briefmarke von 1986 als Teil der Dauermarkenserie Frauen der deutschen Geschichte und auf dem 100-DM-Schein von 1990. Sie basieren auf einer Lithografie von Andreas Staub aus dem Jahre 1838. Auch eine Sondermarke von 2019 mit einem Nennwert von 170 Eurocent lehnt sich an dieses Porträt an.
Nicht alle in den zeitgenössischen Quellen genannten authentischen Bildnisse blieben erhalten, und bei einigen erhalten gebliebenen fehlen Informationen über den Schöpfer sowie über die Entstehungszeit und die Entstehungsumstände.
Die Gemälde und Zeichnungen, Lithografien und Stahlstiche, Daguerreotypien und Fotografien, Reliefs und Plastiken hatten unterschiedliche Funktionen:
- Einige Gemälde und Zeichnungen entstanden aus privatem und familiärem Anlass wie beispielsweise die farbige Elfenbeinminiatur der Achtjährigen[196], die Bildnisse Franz von Lenbachs[197] und Eduard Bendemanns Zeichnung der mit Alwin Wieck Karten spielenden Clara Schumann.[198]
- Einige verschollene Gemälde dienten als Vorlagen für erhalten gebliebene Lithografien, wie beispielsweise Gemälde von Eduard Clemens Fechner[199] und Julius Giere[200].
- Einige Lithografien wurden von Verlagen zum Verkauf angeboten und wurden für die Öffentlichkeitsarbeit genutzt wie beispielsweise die genannten von Fechner und Giere.[201]
- Einige Lithografien, Stahlstiche und Fotografien wurden mit handschriftlicher Widmung versehen und verschenkt wie beispielsweise die Lithografie von Eduard Kaiser[202], der Stahlstich nach Ernst Rietschel von Friedrich Schauer[203] und die Fotografie von Carl von Jagemann von 1866[204]
- Die Daguerreotypien blieben im Familienbesitz wie beispielsweise diejenigen, auf denen Clara Schumann mit Marie Schumann abgebildet ist.[205]
- Das Doppelrelief zusammen mit Robert Schumann von Ernst Rietschel,[206] die Plastiken von Adolf von Hildebrand[207] und Friedrich Christoph Hausmann[208] sowie beispielsweise manche späte Frankfurter Fotografien von Erwin Hanfstaengl[209] waren zunächst für die Dargestellten selbst gedacht, erlebten aber mitunter als Kopien weite Verbreitung.

Nur zu wenigen erhalten gebliebenen Bildnissen äußerte sich Clara Schumann persönlich:
- Über die 1837 in Prag entstandene Bleistiftzeichnung von Johann Heinrich Schramm schrieb sie am 24. November 1837 in ihr Tagebuch: „D. 25 beendete Herr Schramm aus Wien eine Zeichnung <meiner selbst> [von Friedrich Wieck korrigiert zu „mein Porträt“] und dieß ist das Aehnlichste Bild von mir, was bis jetzt <von mir> gemalt worden.“[210]
- In einem Brief vom 19. März 1839 verlangte sie von ihrem Vater, er solle ihr einige Exemplare der Lithografie Andreas Staubs zusenden, damit sie diese einigen Verehrern dezidieren könne.[211] Dass sie von Staub idealisierend dargestellt wurde, erwähnte die Porträtierte selbst in einem Brief an Robert Schumann: „Mein Bild ist vollendet, auch ähnlich, doch geschmeichelt.“[212]
- Über Franz von Lenbach, in dessen Atelier sie im Jahr 1878 Modell saß, hielt Clara Schumann in ihrem Tagebuch fest: „Bei Lenbach, der mich malen will – die Kinder wünschen so sehr ein gutes Bild und Lenbach ist ein Genie und trifft ganz wunderbar.“[213]
- Über die Büste von Adolf von Hildebrand schrieb sie am 23. September 1886 aus München an Marie Schumann: „Hier dringen Alle darauf, daß er die Büste ausstellt, denn Alle sagen sie, sie sei nicht nur eine ähnliche Büste, sondern ein geniales Kunstwerk. Wie mich das freut für ihn und Euch!“[214]

## Als Namensgeberin
Schulen und Musikschulen:

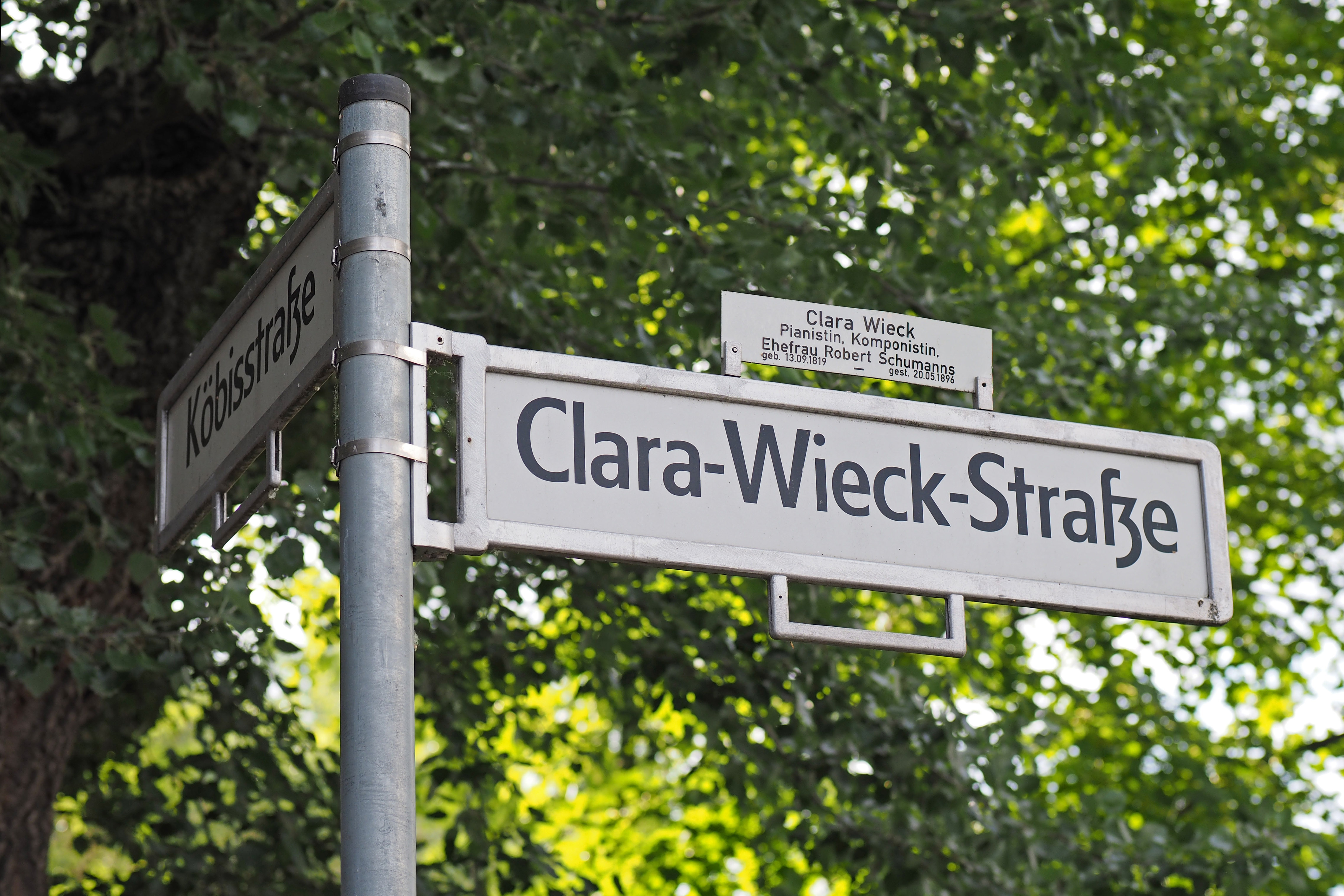
Straßenschild der Clara-Wieck-Straße mit Widmung in Berlin-Tiergarten

- Clara-Schumann-Gymnasium in Bonn
- Clara-Schumann-Gymnasium Dülken
- Clara-Schumann-Gymnasium in Holzwickede
- Clara-Schumann-Gymnasium Lahr
- Clara-Wieck-Gymnasium in Zwickau
- Freie Grundschule Clara Schumann in Leipzig – 2001 zog die Schule in das Gebäude in der Inselstraße 18 um, in dem Robert und Clara Schumann von 1840 bis 1844 gewohnt hatten.
- Clara-Schumann-Gesamtschule in Kreuztal
- Städtische Clara-Schumann-Musikschule in Düsseldorf
- Clara-Schumann-Musikschule in Baden-Baden
- Vogtlandkonservatorium „Clara Wieck“ in Plauen
- Kreismusikschule „Clara Wieck“ in Werdau

Konzertsäle:
- Clara-Schumann-Saal im Kulturrathaus Dresden
- Clara-Schumann-Saal (Großer Saal) in Dr. Hoch’s Konservatorium, Frankfurt am Main

Museum:
- Lindenmuseum Clara Schumann in Schmorsdorf bei Maxen, das kleinste Museum Sachsens

Straßen (Auswahl):
- Clara-Schumann-Platz im Baden-Badener Stadtteil Lichtental
- Clara-Schumann-Straßen in zahlreichen deutschen Ortschaften
- Clara-Wieck-Straßen in Berlin, Leipzig und Markkleeberg
- Klarastraße in Dresden
- Allee Clara-Wieck-Schumann in Villa Doria Pamphili in Rom

Studentinnenverein:
- W.K.St.V. Unitas Clara Schumann, wissenschaftlicher, katholischer Studentinnenverein in Bonn

Venuskrater:
- Der Venuskrater Wieck wurde 1994 nach Clara Wieck benannt.[216]

Schiffe:
- Nach Clara Schumann war ein Kabinenfahrgastschiff benannt.

Ensembles:
- Clara-Schumann-Philharmoniker Plauen-Zwickau, ursprünglich Philharmonisches Orchester Plauen-Zwickau[217]

## Rezeption der Biografie

### Spielfilme
- Träumerei (1944). Regie: Harald Braun. Mit Hilde Krahl und Mathias Wieman in den Hauptrollen. Clara wird als erfolgreiche Pianistin und Ehefrau von Robert Schumann dargestellt.
- Clara Schumanns große Liebe (OT: Song of Love, 1947). Regie: Clarence Brown. Mit Katharine Hepburn und Paul Henreid in den Hauptrollen. Erschien zum Kurzfilm umgearbeitet 1950 auch als The Schumann Story.
- Frühlingssinfonie (1983). Regie Peter Schamoni. Mit Nastassja Kinski und Herbert Grönemeyer in den Hauptrollen (außerdem Rolf Hoppe, Gidon Kremer, Bernhard Wicki). Claras Leben wird vom 9. bis zum 21. Lebensjahr beleuchtet.
- Geliebte Clara (OT: Chère Clara, 2008). Regie: Helma Sanders-Brahms. Mit Martina Gedeck in der Hauptrolle. Der Film kam am 4. Dezember 2008 in die deutschen Kinos, nachdem er eine positive Resonanz in französischen Filmhäusern erzielte.

### Dokumentarfilme
- Leidenschaft und Pflicht und Liebe. Die drei Leben der Clara Schumann. Dokumentarfilm, Deutschland, 2019, 56:26 Min., Buch und Regie: Magdalena Zięba-Schwind und Andreas Morell, Produktion: Accentus Music, MDR, arte, Erstsendung: 15. September 2019 bei arte, Inhaltsangabe von ARD. Mit der Pianistin Ragna Schirmer und dem britischen Cellisten Steven Isserlis

### Romane
- Luise George Bachmann: Drei Kronen eines Lebens – Das Schicksalslied Clara Schumanns (1947)

- Rosemarie Marschner: Das Mädchen am Klavier (2013)
- Beate Rygiert: Die Pianistin – Clara Schumann und die Musik der Liebe (2020)[218]
- Maria Regina Kaiser: Adagio. Clara Schumann und Johannes Brahms in Baden-Baden (2024)

### Theaterstücke
- Die Pianistin. Ein Nachspiel (2010). Zwei-Personen-Musiktheater. Buch und Idee: Katrin Schinköth-Haase, musikalische Einrichtung: Maria-Clara Thiele. Katrin Schinköth-Haase (Schauspiel und Gesang) und Maria-Clara Thiele (Schauspiel und am Flügel) stellen beide Clara Schumann in ihrer Genialität und Zerrissenheit dar.[219]
- Valeria Moretti: Clara Schumann, aufgeführt im Teater Caravan, Split, mit Ksenija Prohasnka und Iryna Smirnova.[220]
- Heimliches Flüstern (2012, Opernloft, Hamburg). Für Sopran und Mezzosopran von Susann Oberacker und Inken Rahardt. Lieder und Klavierstücke von Clara Schumann, Robert Schumann und Johannes Brahms.[221]
- Casting Clara (2019, Neuköllner Oper, Berlin). Arrangements / Komposition / Musikalische Leitung und Klavier: Tobias Schwencke; Fassung/Inszenierung: Cordula Däuper; Fassung/Dramaturgie: Johannes Müller; Bühne: Sylvia Rieger; Kostüm: Kristina Bell.[222]
- Clara Schumann – Die Patriarchin (2019, Bandhaus Theater, Backnang). Solo-Musik-Theater mit Musik von Clara Schumann. Idee und Text: Jasmin Meindl und Christian Muggenthaler; Regie: Jasmin Meindl; Gesang/Schauspiel: Lena Sutor-Wernich; Klavier: Gerhard Kleesattel.[223]

### Musik
- Sie, die spricht (2019). Orchesterstück von Charlotte Seither, Auftragswerk des Theaters Zwickau-Plauen in Kooperation mit der Kunststiftung NRW zum 200. Geburtstag von Clara Schumann, Uraufführung: Eröffnungskonzert des Schumann-Festes Zwickau, 6. Juni 2019, Orchester des Theaters Zwickau-Plauen, Leitung: GMD Leo Siberski

### Museum, Ausstellung
- Das Schumann-Haus in Leipzig eröffnete 2019, im Jahr von Clara Schumanns 200. Geburtstag, die neue Dauerausstellung „Experiment Künstlerehe“ zum Leben und Werk Clara und Robert Schumanns.[224]
- In der Stadt Leipzig wurden im Gedenkjahr rund 200 Veranstaltungen angeboten.[225]
- Schwanenpelz der Clara Schumann